# Wereldkampioenschap wegrace 1967
Het wereldkampioenschap wegrace seizoen 1967 was het 19e in de geschiedenis van het door de FIM georganiseerde wereldkampioenschap wegrace.

## Algemeen

### FIM
In maart 1967 hield de World Championship Rider's Association (WCRA) haar oprichtingsvergadering en stelde richtlijnen op over startplaatsen voor topcoureurs en startgelden.
De FIM drong er in 1967 bij organisatoren op aan meer dan drie klassen per raceweekend te organiseren. De Spaanse organisatoren besloten daarop om de zijspanklasse aan het programma toe te voegen. De Japanse Grand Prix werd opnieuw in Fuji gehouden, maar nu zonder de opgehoogde bochten die in 1966 op weerstand waren gestuit. De nieuw toegevoegde GP van Canada werd tijdens het seizoen een week verschoven, van 23/24 september naar 29/30 september. De FIM deed hier niet zo moeilijk over als over de verplaatsing van de Isle of Man TT van 1966 door een zeeliedenstaking, maar had op het najaarscongres van 1966 al besloten dat in een dergelijk geval een GP wel verplaatst kon worden, maar dan op straffe van uitsluiting voor het WK van het jaar erna. Men wist toen nog niet dat er nooit een tweede Canadese Grand Prix zou komen. De FIM verbood meer dan vier cilinders in de 125cc-klasse. Daarop besloot Honda (dat met de vijfcilinder Honda RC 149 racete) uit de 50- en de 125cc-klasse te stappen.

## Merken/teams
- Toen Associated Motor Cycles in 1966 werd verkocht leek de raceafdeling, die alleen nog onderdelen voor de AJS Boy Racer, de Matchless G50, de Norton 30M en de Norton 40M maakte, het kind van de rekening te worden. Die verouderde eencilinders waren voor privérijders nog het enige middel om aan races deel te nemen. De redding kwam in 1967 van Colin Seeley, die begin 1967 deze afdeling overnam.
- Benelli presenteerde in 1967 een nieuwe 500cc-viercilinder, waarmee Renzo Pasolini een wedstrijd in Modena won en in Riccione tweede werd.
- Al in november 1966 maakte Honda haar plannen voor 1967 bekend: men zou nog maar drie coureurs inzetten: Ralph Bryans en Luigi Taveri in de 50- en de 125cc-klassen en Mike Hailwood in de 250-, 350- en 500cc-klassen. Dat was een teleurstelling voor Stuart Graham, die als vervanger voor de geblesseerde Jim Redman was opgetreden. Graham kreeg echter door bemiddeling van Hugh Anderson persoonlijk een contract bij Suzuki aangeboden. Anderson wilde stoppen met racen en ging zelf op zoek naar een vervanger. Honda stapte uiteindelijk uit de 50- en de 125cc-klassen en Ralph Bryans kwam samen met Hailwood uit in de 250- en de 350cc-klassen. Met de inkrimping van het aantal Honda-coureurs en de aanstelling van John Surtees door Honda voor de Formule 1, werd duidelijk dat de focus van Honda steeds meer opschoof in de richting van de autosport en Honda verklaarde dat uiteindelijk zelf in maart 1967.
- Jawa verscheen in de TT van Assen met de nieuwe 350cc-V4, maar had nog niet veel succes
- Kawasaki nam Dave Simmonds in dienst. Voor de 250cc-klasse kreeg hij een Kawasaki A 1 R-blok waar hij zelf een frame omheen bouwde.
- Bij MZ maakte men in november 1967 bekend dat er in 1968 nog slechts één fabriekscoureur zou zijn: Heinz Rosner, die in de 125-, 250- en 350cc-klasse zou uitkomen.

## Coureurs
- Al vroeg in het seizoen leek het te rommelen tussen Giacomo Agostini en MV Agusta. Het ging niet goed met Ago, die wel wedstrijden won, maar vooral omdat Hailwood's Honda's vaak uitvielen. Agostini startte niet in de voorjaarsrace in Rimini omdat hij ziek zou zijn, maar hij liep in dat weekend wel kerngezond door het rennerskwartier. Waarschijnlijk wilde Graaf Agusta geen gezichtsverlies lijden op eigen bodem maar er gingen ook geruchten dat Agostini "voor straf" niet mocht rijden omdat hij de 350cc-Grand Prix van Duitsland niet gewonnen had. Omdat het ene gerucht het andere aanwakkerde werd er daarna ook gesproken over een vertrek van Agostini naar Gilera. Gilera riep echter al vier jaar lang dat het terug zou keren naar de GP's, maar het kwam er nooit van.
- Mike Duff kreeg geen fabriekscontract meer. Hij reed in dit seizoen nog een Matchless G50 voor Tom Arter, maar beëindigde daarna zijn carrière.
- Helmut Fath had enorm veel pech met zijn zelfbouw URS viercilinder zijspanracer. Hij haalde geen enkel punt in het WK, maar viel bijna altijd op kop liggend uit door een of ander probleem: een gebroken koppelingskabel, een gescheurde zuiger of een defecte versnellingsbak. Alleen in een internationale race in Brands Hatch was hij succesvol: die wist hij te winnen. Het was zijn eerste overwinning sinds 1961.
- Stuart Graham verving de gestopte Hugh Anderson bij Suzuki.
- Mike Hailwood vond het frame van zijn 500cc-Honda RC 181 zó slecht, dat hij de fabriek verzocht de hulp van Europese framebouwers in te roepen. Hij was al behoorlijk ver met het testen van een Paton-frame toen de fabriek het project stopte, waarschijnlijk geschrokken door de grote publiciteit. Toch bleef Hailwood het hele seizoen openlijk klagen over de stuurkwaliteiten van de Honda's, met name van de RC 181. Hailwood had in september 1967 nog goede hoop voor het seizoen 1968. Hij wist op dat moment dat hij praktisch kansloos was om nog 500cc-kampioen te worden en stelde bij Honda voor om in 1968 Peter Williams als tweede rijder voor de 500cc-klasse in te huren. Bij Honda eindigde het seizoen in verwarring: Mike Hailwood dreigde zijn contract niet te verlengen als de betrouwbaarheid van de 250cc- en de handelbaarheid van de 500cc-racer niet verbeterd zouden worden. Het geld dat Honda inmiddels voor de Formule 1 reserveerde was hem een doorn in het oog.
- John Hartle maakte in november 1966 bekend dat hij weer raceplannen had en al twee Nortons had aangeschaft om te trainen.
- Alberto Pagani en Renzo Pasolini gingen van Aermacchi naar Benelli en Silvio Grassetti ging van Bianchi naar Benelli.
- Dave Simmonds en Bill Smith traden in dienst van Kawasaki.
- Dieter Braun, Paul Lodewijkx, Jos Schurgers en Aalt Toersen debuteerden tijdens de TT van Assen. Lodewijkx scoorde het eerste punt voor Jamathi.
- Yvon Duhamel debuteerde tijdens de Grand Prix van Canada.
- Rodney Gould en Jörg Seel debuteerden in de Grand Prix van Duitsland.
- Santiago Herrero, Teuvo Länsivuori en Walter Villa debuteerden tijdens de Grand Prix van Spanje.
- Hideo Kanaya debuteerde tijdens de GP van Japan.
- Brian Steenson debuteerde tijdens de Ulster Grand Prix met vijfde plaatsen in de 250- en de 350cc-klasse.
- Julien van Zeebroeck debuteerde tijdens de Grand Prix van België.

### Gestopt
- Jack Ahearn was gestopt, maar hij startte in het seizoen 1974 nog een keer in de TT van Man.
- Hugh Anderson begon niet meer aan het wegraceseizoen van 1967, maar ging verder met de ontwikkeling van de Suzuki-crossmotoren.
- Bruce Beale had zijn carrière beëindigd.
- Max Deubel en Emil Hörner hadden hun carrières beëindigd.
- Derek Minter maakte na de GP van de DDR bekend erover te denken om te stoppen. Hij hoopte tijdens de GP des Nations nog met een Gilera 500 4C te kunnen starten, maar dat gebeurde niet.
- Luigi Taveri had in 1967 niet gereden, maar stond nog steeds onder contract. Hij werd in oktober naar Japan gehaald, en dacht dat hij nieuwe 50- en 125cc-racers zou gaan testen. In plaats daarvan werd hij gehuldigd voor zijn prestaties voor Honda. Enkele weken later maakte hij bekend dat hij definitief zou stoppen met racen.

### Overleden
- Op 10 juni verongelukte Alfred Shaw met een Norton Manx bij de Mountain Box tijdens de training voor de Senior TT.
- Op 26 maart (eerste Paasdag) verongelukte Fritz Scheidegger tijdens de paasraces op Mallory Park. Scheidegger had net besloten zijn carrière voort te zetten nadat hem de overwinning van de Sidecar TT van 1966 alsnog toegekend was, maar ook naar aanleiding van de grote steun die hij had ondervonden na de aanvankelijke diskwalificatie. Samen met zijn bakkenist John Robinson wilde hij een derde opeenvolgende wereldtitel halen.
- Op 16 juli verongelukte Werner Daubitz met een MZ op de Sachsenring tijdens de Oost-Duitse GP.
- Op 30 december verongelukte Gustav Havel bij een verkeersongeval in Praag.

|         | 1e | 2e | 3e | 4e | 5e | 6e |
| ------- | -- | -- | -- | -- | -- | -- |
| Punten: | 8  | 6  | 4  | 3  | 2  | 1  |

|               | 50 cc | 125 cc | 250 cc | 350 cc | 500 cc | Zijspan |
| ------------- | ----- | ------ | ------ | ------ | ------ | ------- |
| Aantal races: | 7     | 12     | 13     | 8      | 10     | 8       |
| Tellend:      | 4     | 7      | 7      | 5      | 6      | 5       |

## 500cc-klasse
GP van Duitsland, Hockenheimring

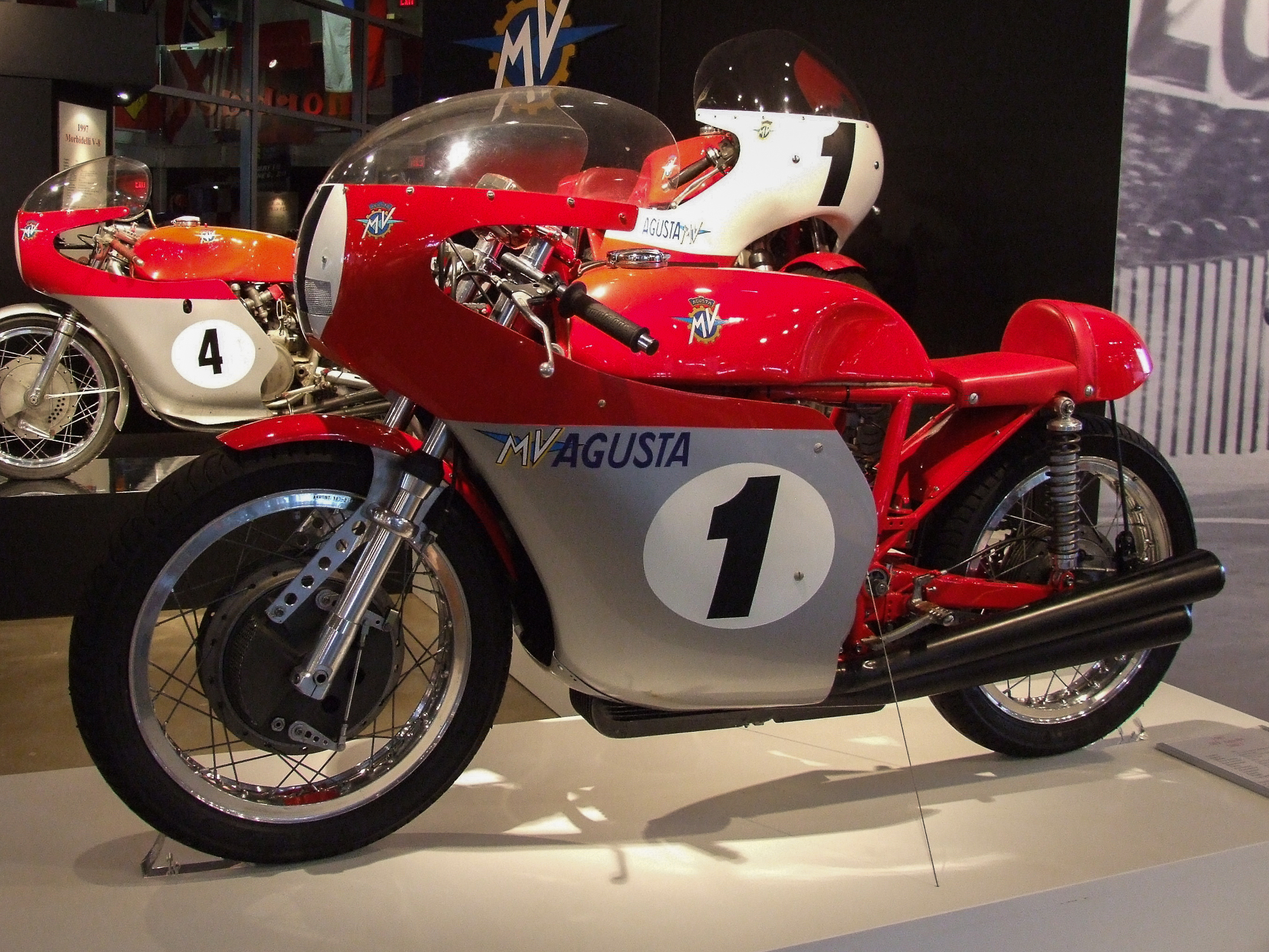
De MV Agusta 500 3C was in 1967 een échte 500cc-machine en niet meer de tot 420 cc opgeboorde MV 350 3C van het jaar ervoor

Honda had een einde gemaakt aan de experimenten van Mike Hailwood, die zijn 500cc-racer had voorzien van een Paton frame, een Ceriani voorvork en twee hydraulische schijfremmen van Colin Lyster. Men had de Honda RC 181 zelf wel aangepast: het aangeboute achterframe was vervangen door een aangelast exemplaar. Daardoor stuurde de machine aanmerkelijk beter en Hailwood ging ook lang aan de leiding in de openingsrace in Duitsland. Zijn voorsprong werd zó groot dat het publiek al naar huis begon te gaan. In de 23e ronde draaide de krukas van Hailwood kapot en daardoor kon Giacomo Agostini de overwinning pakken. Die stopte drie ronden voor het einde bij de pit, waardoor opnieuw enige sensatie ontstond. Agostini had echter alle tijd en ging voor de zekerheid tanken. Hij had bij de finish nog een ronde voorsprong op Peter Williams die met een Arter-Matchless tweede werd, en dat op een bijna 6,8 km lang circuit. Jack Findlay werd met een Matchless derde. Rob Fitton werd vierde met een Norton. Dat was een troostvolle afsluiting van zijn dag, die begonnen was toen hij met zijn bestelbus onderweg naar het circuit door een toeschouwer geramd was. Fitton was op het circuit gearriveerd getrokken door een politie-auto.
Isle of Man TT, Mountain Course
De TT van 1967 vierde zijn diamanten jubileum en was tot vrijdag 16 juni vooral een feest geweest voor Mike Hailwood, die zowel de Lightweight- als de Junior TT met grote overmacht gewonnen had. Op die vrijdag was Giacomo Agostini jarig en hij zou zijn leermeester Hailwood niets cadeau geven. Integendeel, de race tussen de twee was bijzonder spannend en Ago reed met staande start een nieuw ronderecord. In de tweede ronde reed Hailwood de snelste ronde die ooit op Man was gereden. Na drie ronden, toen de pitstops plaatsvonden, had Hailwood 2 seconden achterstand. Ago's stop verliep tien seconden sneller omdat Hailwood met een hamer zijn gashandvat op zijn plaats moest slaan. Hailwood moest zijn losse gashandvat op zijn plaats houden en na de volgende ronde had hij nog meer dan 11 seconden achterstand, maar in Ramsey had hij al 2 seconden voorsprong. Enkele kilometers verder, bij Bungalow, had Ago weer 2 seconden voorsprong, maar bij Signpost Corner kwam hij niet meer door. Hij stond stil met een gebroken ketting. Pas opnieuw in Ramsey kreeg Hailwood een sein van zijn monteur Nobby Clark dat Ago stil stond en kon hij rustig naar de streep toeren, nog steeds zijn gashandvat op zijn plaats houdend en met één hand sturend. Een ronde eerder was Renzo Pasolini met zijn Benelli viercilinder, die op respectabele afstand derde lag, uitgevallen. Hailwood pakte aldus toch zijn twaalfde TT-overwinning. Peter Williams (Arter-Matchless) werd tweede en Steve Spencer met een Norton derde.
Dutch TT, Assen
In Assen startte Hailwood als snelste, maar Agostini had bij het ingaan van de eerste bocht het meeste lef en drong Hailwood de tweede plaats op. Die bleef acht ronden lang proberen uit de slipstream van de MV Agusta te komen, zonder succes. Pas na acht ronden kwam Hailwood als eerste door en toen was ook zichtbaar dat de stuurkwaliteiten van de Honda RC 181 te wensen over lieten, want hij ging kwispelend over het circuit. Toch wist hij het ronderecord te verbeteren, terwijl de eerste achterblijvers al op een ronde gezet werden. Agostini zat inmiddels voortdurend met zijn hand onder de stroomlijnruit en had dus kennelijk problemen. Achter Hailwood en Agostini vochten Peter Williams (Arter-Matchless) en Dan Shorey om de derde plaats, tot Williams twee ronden voor het einde deze plek zeker stelde. Daardoor kwam hij, ex aequo met Hailwood, aan de leiding van de stand om het wereldkampioenschap te staan.
GP van België, Spa-Francorchamps
In België was Agostini onklopbaar, zowel in de trainingen als in de race, die hij van start tot finish leidde. Uiteindelijk werd hij afgevlagd met 62 seconden voorsprong op Hailwood. Fred Stevens werd met gemak derde met zijn tweecilinder Paton. Jack Findlay werd met de McIntyre-Matchless vierde, ondanks het feit dat hij met zijn linkervoet in het gips reed. Hij was echter al op een ronde gereden.
GP van de DDR, Sachsenring
Na de nederlaag in België stuurde Honda een geheel nieuwe 500cc-machine voor Hailwood naar de DDR. Deze had een lichtere motor door gebruik van veel magnesium voor het carter, de versnellingsbak en andere onderdelen. Hailwood had als snelste getraind maar Agostini leidde vanaf de start en elke ronde werd zijn voorsprong enkele seconden groter. Hailwood's Honda begon over te slaan en uiteindelijk ging de versnellingsbak stuk en Hailwood moest de RC 181 parkeren. Giacomo Agostini won de race. John Hartle (Métisse-Matchless) werd op een ronde tweede en Jack Findlay werd derde.
GP van Tsjecho-Slowakije, Masaryk-Ring
Op de Masaryk-Ring in Brno wist Hailwood wel te winnen. Agostini kon hem drie ronden lang volgen maar daarna begon Hailwood uit te lopen tot hij uiteindelijk 18 seconden voorsprong had. Agostini werd tweede en John Cooper werd derde. Agostini stond nu op 36 punten en Hailwood op 30 punten, waardoor het kampioenschap met nog vier wedstrijden te gaan nog helemaal open was.
GP van Finland, Imatra
Hoewel de coureurs en teams daarom gevraagd hadden, weigerde de organisatie van de Finse Grand Prix in Imatra de start uit te stellen in verband met het hevige noodweer dat tijdens de opwarmronde van de 500cc-klasse was losgebarsten. Toen de storm op zijn hevigst was werd er gestart. Agostini was als snelste weg, maar Hailwood zat opgesloten in het middenveld en had nauwelijks zicht door het opspattende water van het veld voor hem. Toch wist hij zich al snel naar de derde plaats op te werken, achter Ago en John Hartle (Matchless). Er ontstonden grote gaten tussen de rijders: Agostini was al snel ver vóór op het duo Hartle/Hailwood die op hun beurt weer een grote voorsprong hadden op Billie Nelson (Norton). Overal langs de baan stonden gestrande coureurs met natte ontstekingen, water in hun motor of gewoon gestopt omdat ze absoluut geen zicht meer hadden. Hailwood wist Hartle af te schudden en probeerde zijn achterstand van 22 seconden op Agostini te verkleinen. Daarbij kreeg hij in de vierde ronde last van aquaplaning en zijn Honda klapte tegen een van de vele bomen langs de baan. Hailwood zelf kwam er zonder kleerscheuren vanaf maar zijn race was over. De spanning in de race was ook over, want Agostini kon nu met gemak de overwinning pakken. Hartle werd tweede en Nelson werd derde.
Ulster Grand Prix, Dundrod
Door een vrij eenvoudige overwinning op het Dundrod Circuit keerden de kansen voor Hailwood. Die overwinning werd zo eenvoudig omdat Agostini al bij de start zijn koppeling verbrandde en zijn motor naar de pit moest duwen. Daar werden de koppelingsplaten vervangen, maar Hailwood had toen al 3½ ronde voorsprong. John Hartle werd opnieuw tweede. John Blanchard werd met de experimentele Seeley-URS vierde. Hij was als laatste gestart en had zich naar de derde plaats opgewerkt, maar werd tegen het einde van de race ingehaald door Jack Findlay.
Nations GP, Monza
Hailwood had een echt pechweekend in Monza. Hij was in de 250cc-race al uitgevallen en ook in de 500cc-race kreeg hij pech. Hailwood startte sneller dan Agostini, die door zijn slechte start ook nog de gevallen rijders Chris Conn en John Dodds moest ontwijken. Mike Hailwood kreeg uiteindelijk 17 seconden voorsprong, maar vier ronden voor het einde scheurde een van zijn uitlaatpijpen en bovendien begon de versnellingsbak kuren te vertonen. Agostini wist hem te passeren en stelde daarmee zijn 500cc-wereldtitel vrijwel zeker. Hailwood hield nog slechts een theoretische kans over: Winnen in Canada terwijl Agostini zonder punten moest blijven. Ago had - zelfs bij winst van Hailwood - aan één punt voldoende.
GP van Canada, Mosport
In Canada won Hailwood wel, maar Agostini werd op korte afstand tweede en verzekerde op die manier zijn wereldtitel. In zijn thuisrace werd de Canadees Mike Duff met een Matchless derde.

### Uitslagen 500cc-klasse
|    | Datum        | Race                     | Circuit           | 1e               | 2e               | 3e                | Snelste ronde    |
| -- | ------------ | ------------------------ | ----------------- | ---------------- | ---------------- | ----------------- | ---------------- |
| 1  | 7 mei        | GP van Duitsland         | Hockenheim        | Giacomo Agostini | Peter Williams   | Jack Findlay      | Giacomo Agostini |
| 2  | 16 juni      | Isle of Man TT           | Mountain Course   | Mike Hailwood    | Peter Williams   | Steve Spencer     | Mike Hailwood    |
| 3  | 24 juni      | TT van Assen             | Assen             | Mike Hailwood    | Giacomo Agostini | Peter Williams    | Mike Hailwood    |
| 4  | 2 juli       | GP van België            | Spa-Francorchamps | Giacomo Agostini | Mike Hailwood    | Fred Stevens      | Giacomo Agostini |
| 5  | 16 juli      | GP van de DDR            | Sachsenring       | Giacomo Agostini | John Hartle      | Jack Findlay      | Giacomo Agostini |
| 6  | 23 juli      | GP van Tsjecho-Slowakije | Masaryk-Ring      | Mike Hailwood    | Giacomo Agostini | John Cooper       | Mike Hailwood    |
| 7  | 6 augustus   | GP van Finland           | Imatra            | Giacomo Agostini | John Hartle      | Billie Nelson     | Giacomo Agostini |
| 8  | 19 augustus  | Ulster Grand Prix        | Dundrod           | Mike Hailwood    | John Hartle      | Jack Findlay      | Mike Hailwood    |
| 9  | 3 september  | GP des Nations           | Monza             | Giacomo Agostini | Mike Hailwood    | Angelo Bergamonti | Mike Hailwood    |
| 10 | 30 september | GP van Canada            | Mosport           | Mike Hailwood    | Giacomo Agostini | Mike Duff         | Mike Hailwood    |

### Eindstand 500cc-klasse
| Pos. | Coureur           | Merk                | Ptn.    |
| ---- | ----------------- | ------------------- | ------- |
| 1    | Giacomo Agostini  | MV Agusta           | 46 (58) |
| 2    | Mike Hailwood     | Honda               | 46 (52) |
| 3    | John Hartle       | Métisse-Matchless   | 22      |
| 4    | Peter Williams    | Arter-Matchless     | 16      |
| 5    | Jack Findlay      | McIntyre-Matchless  | 15      |
| 6    | Fred Stevens      | Hannah-Paton        | 11      |
| 7    | John Cooper       | Norton / Seeley G50 | 8       |
| 8    | Gyula Marsovszky  | Matchless           | 7       |
| 9    | Billie Nelson     | Norton              | 6       |
| 9    | Steve Spencer     | Norton              | 6       |
| 11   | Dan Shorey        | Norton              | 4       |
| 11   | John Dodds        | Norton              | 4       |
| 11   | Angelo Bergamonti | Hannah-Paton        | 4       |
| 11   | Mike Duff         | Arter-Matchless     | 4       |

| Pos. | Coureur            | Merk                    | Ptn. |
| ---- | ------------------ | ----------------------- | ---- |
| 15   | Rob Fitton         | Norton                  | 3    |
| 15   | Bosse Granath      | Métisse-Matchless       | 3    |
| 15   | John Blanchard     | Seeley G50 / Seeley-URS | 3    |
| 18   | Ivor Lloyd         | Matchless               | 2    |
| 18   | Rodney Gould       | Norton                  | 2    |
| 18   | Giuseppe Mandolini | Moto Guzzi              | 2    |
| 18   | Andreas Georgeades | Velocette               | 2    |
| 22   | Griff Jenkins      | Norton                  | 1    |
| 22   | Chris Conn         | Norton                  | 1    |
| 22   | Derek Minter       | Norton                  | 1    |
| 22   | Maurice Hawthorne  | Norton                  | 1    |
| 22   | Johnny Rockett     | Norton                  | 1    |

(Punten tussen haakjes zijn inclusief streepresultaten)

### Constructeurstitel 500cc-klasse
| 1 | MV Agusta  | 46 (58) |
| 2 | Honda      | 46 (52) |
| 3 | Matchless  | 28 (34) |
| 4 | Norton     | 21 (25) |
| 5 | Métisse    | 22      |
| 6 | Paton      | 12      |
| 7 | Seeley     | 3       |
| 8 | Moto Guzzi | 2       |
| 8 | Velocette  | 2       |

(Punten tussen haakjes zijn inclusief streepresultaten)

## 350cc-klasse

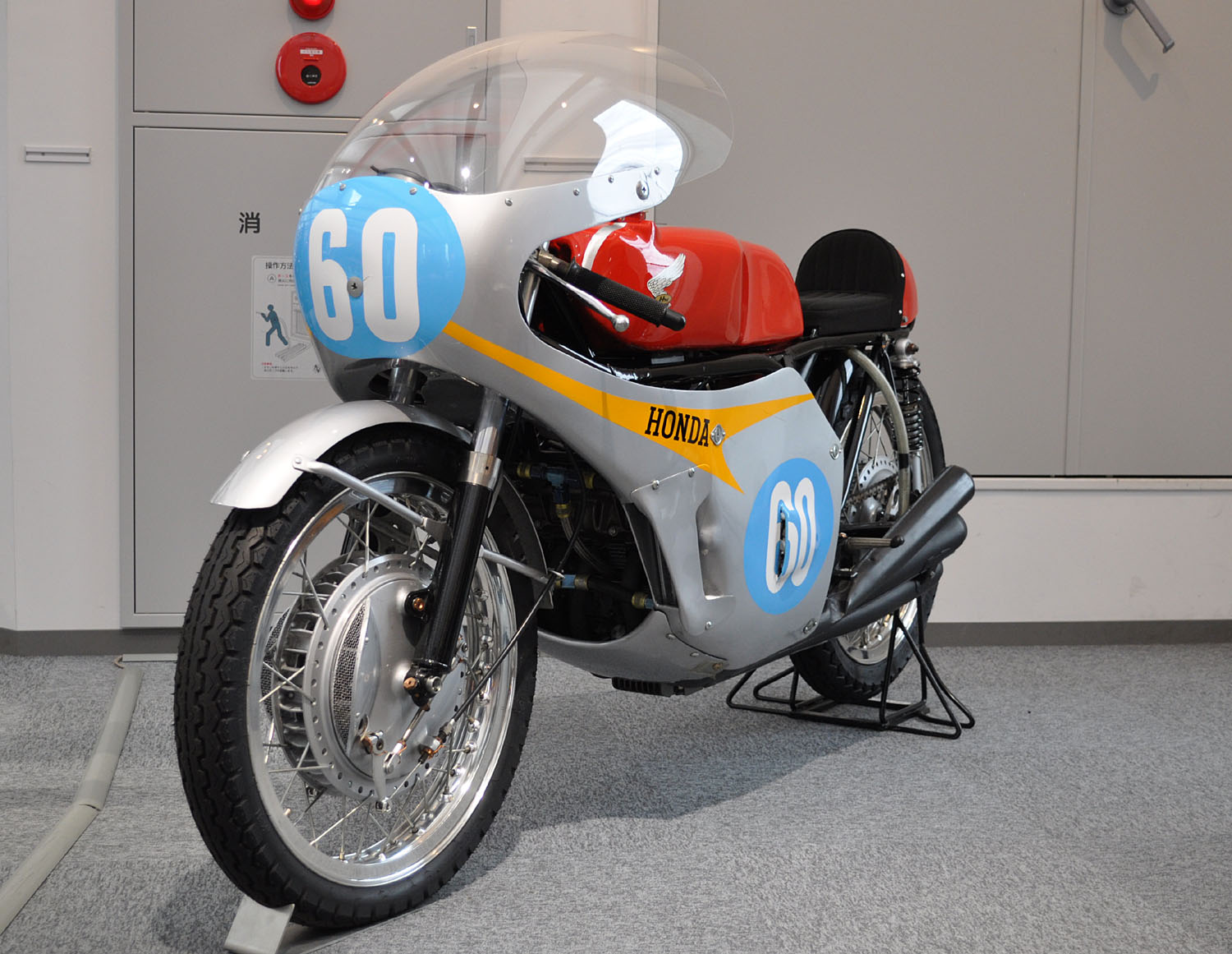
De Honda RC 174 had minder dan 300cc, maar was in de 350cc-klasse niet te verslaan

Opmerkelijk was dat het 350cc-wereldkampioenschap van 1967 werd bestreden met motorfietsen de meestal bij lange na de 350 cc niet haalden. Honda gebruikte de RC 174, een tot 297 cc opgeboorde 250cc-zescilinder, MZ nam deel met 251cc-tweecilinder tweetakten. Alleen MV Agusta en Benelli brachten volwaardige 350cc-machines in de strijd. De Honda RC 174 was zó sterk, dat Mike Hailwood en Ralph Bryans eerste en derde in het WK werden met dezelfde motorfiets: toen Hailwood de titel binnen had begon Bryans er pas mee te racen.
GP van Duitsland, Hockenheimring
In de 250cc-klasse was Mike Hailwood al in Spanje en Duitsland uitgevallen, maar de Duitse 350cc-Grand Prix won hij onbedreigd met de Honda. Giacomo Agostini verloor bijna een minuut met zijn MV Agusta en Renzo Pasolini werd met de viercilinder Benelli derde. De Benelli deed het niet slecht: Agostini had bijna twee ronden nodig om Pasolini te passeren.
Isle of Man TT, Mountain Course
Net als in de Lightweight TT stond er in de Junior TT geen maat op de combinatie Mike Hailwood/Honda. Hailwood verpletterde het ronderecord al in de eerste ronde, met staande start en met een machine die slechts 297 cc mat. In de volgende vliegende ronde bracht hij het op 173,36 km/h en dat was niet alleen een record voor de Junior TT, maar ook een absoluut ronderecord. Na de eerste ronde had Hailwood al ruim 48 seconden voorsprong op Agostini, en na de race was dat ruim drie minuten. Het racegemiddelde van Hailwood was 171,68 km/h, dat van Agostini 164,6 km/h en de derde man op het podium, Derek Woodman met een 251cc-MZ, reed gemiddeld 155,15 km/h. Hailwood vestigde nog een record: nadat hij in de 250cc-Lightweight TT met tien overwinningen op gelijke hoogte was gekomen met Stanley Woods, ging hij die nu met zijn elfde overwinning voorbij. Woods was een van de eersten die Hailwood hiermee feliciteerden.
Dutch TT, Assen
In Assen had het lang geregend. Pas aan het einde van de 50cc-race was het droog geworden, maar toen de 350cc-klasse van start ging was de baan nog nat. Hailwood ging vanaf de start aan de leiding, terwijl Giacomo Agostini het tot in de twintigste ronde aan de stok had met de Benelli van Renzo Pasolini. 66 Minuten had Ago nodig om Pasolini te passeren. Dat betekende dat de Honda RC 174 niet te kloppen was, maar de MV Agusta 350 4C wél. Pasolini kon zelfs in de laatste ronde nog een aanval op Agostini inzetten, die echter niet lukte. De Benelli had de MV Agusta echter goed partij gegeven.
GP van de DDR, Sachsenring
Op de opdrogende Sachsenring in de DDR kon Agostini niet in de schaduw van Hailwood blijven. Halverwege de race begon de MV Agusta slecht te lopen en bij een pitstop werd geconstateerd dat een van de aanzuigkelken was verdwenen, maar er was geen reserve-exemplaar beschikbaar, zodat Ago met deze slecht lopende motor verder moest. Hij werd weliswaar tweede, maar op meer dan een ronde achter Mike Hailwood. Derek Woodman werd derde omdat hij in de laatste kilometer de duwende Heinz Rosner kon passeren.
GP van Tsjecho-Slowakije, Masaryk-Ring
Mike Hailwood won zijn vijfde 350cc-race van 1967 in Brno en daardoor was zijn wereldtitel binnen. Agostini had vijf ronden geleid, maar toen haalde Hailwood hem in en kort daarna viel Ago zelfs stil. Heinz Rosner en Derek Woodman konden daardoor tweede en derde worden. Agostini was echter niet de pit in gereden, maar vlak voor de eindstreep gestopt. Toen Hailwood werd afgevlagd duwde hij de MV Agusta over de finishlijn en zo werd hij geklasseerd als 7e.
Ulster Grand Prix, Dundrod
In Ulster concentreerde Hailwood zich op de klassen waarin hij nog geen wereldkampioen was, de 250- en 500cc. In de 350cc-race kreeg Ralph Bryans zijn zescilinder Honda. Bryans leidde vijf ronden lang, maar werd toen gespasseerd door Agostini die snel van hem weg reed. Dat de beslissing om de Honda aan Bryans te geven op het laatste moment werd genomen bleek na de race, toen Bryans klaagde over de stugge afstelling van de vering. Die was nog afgesteld op Hailwood (77 kg), terwijl Bryans slechts 60 kg woog. Heinz Rosner reed van begin tot eind op de derde plaats.
Nations GP, Monza
Nu de titel beslist was ging de 350cc-race in Monza voor Agostini en Pasolini meer om de Italiaanse eer. Ze vochten een harde strijd uit, maar wel om de tweede plaats want Ralph Bryans was met de Honda al aan de horizon verdwenen. In de 8e ronde, toen Pasolini de tweede plaats net had overgenomen van Agostini, vielen ze allebei uit. Daardoor werd de tweede man van Benelli, Silvio Grassetti, tweede en Heinz Rosner werd derde.
GP van Japan, Fuji
In Japan kwam Agostini helemaal niet aan de start. Hailwood en Bryans pakten de eerste twee plaatsen en Shigeyoshi Mimuro werd met een Yamaha derde.

### Uitslagen 350cc-klasse
|   | Datum       | Race                     | Circuit         | 1e               | 2e               | 3e                | Snelste ronde    |
| - | ----------- | ------------------------ | --------------- | ---------------- | ---------------- | ----------------- | ---------------- |
| 1 | 7 mei       | GP van Duitsland         | Hockenheim      | Mike Hailwood    | Giacomo Agostini | Renzo Pasolini    | Mike Hailwood    |
| 2 | 14 juni     | Isle of Man TT           | Mountain Course | Mike Hailwood    | Giacomo Agostini | Derek Woodman     | Mike Hailwood    |
| 3 | 24 juni     | TT van Assen             | Assen           | Mike Hailwood    | Giacomo Agostini | Renzo Pasolini    | Giacomo Agostini |
| 4 | 16 juli     | GP van de DDR            | Sachsenring     | Mike Hailwood    | Giacomo Agostini | Derek Woodman     | Giacomo Agostini |
| 5 | 23 juli     | GP van Tsjecho-Slowakije | Masaryk-Ring    | Mike Hailwood    | Heinz Rosner     | Derek Woodman     | Mike Hailwood    |
| 6 | 19 augustus | Ulster Grand Prix        | Dundrod         | Giacomo Agostini | Ralph Bryans     | Heinz Rosner      | Giacomo Agostini |
| 7 | 3 september | GP des Nations           | Monza           | Ralph Bryans     | Silvio Grassetti | Heinz Rosner      | Ralph Bryans     |
| 8 | 14 oktober  | GP van Japan             | Fuji            | Mike Hailwood    | Ralph Bryans     | Shigeyoshi Mimuro | Mike Hailwood    |

### Eindstand 350cc-klasse
| Pos. | Coureur           | Merk              | Ptn.    |
| ---- | ----------------- | ----------------- | ------- |
| 1    | Mike Hailwood     | Honda             | 40 (48) |
| 2    | Giacomo Agostini  | MV Agusta         | 32      |
| 3    | Ralph Bryans      | Honda             | 20      |
| 4    | Heinz Rosner      | MZ                | 18      |
| 5    | Derek Woodman     | MZ                | 14      |
| 6    | Alberto Pagani    | Aermacchi         | 11      |
| 7    | Kel Carruthers    | Métisse-Aermacchi | 9       |
| 8    | Renzo Pasolini    | Benelli           | 8       |
| 9    | Silvio Grassetti  | Benelli           | 6       |
| 10   | Shigeyoshi Mimuro | Yamaha            | 4       |

| Pos. | Coureur          | Merk         | Ptn. |
| ---- | ---------------- | ------------ | ---- |
| 11   | Fred Stevens     | Hannah-Paton | 4    |
| 12   | Gilberto Milani  | Aermacchi    | 4    |
| 13   | Gustav Havel (†) | Jawa         | 2    |
| 13   | Masahiro Wada    | Yamaha       | 2    |
| 15   | Chris Conn       | Norton       | 2    |
| 15   | Brian Steenson   | Aermacchi    | 2    |
| 17   | Dan Shorey       | Norton       | 1    |
| 17   | Bohumil Staša    | Jawa         | 1    |
| 17   | Ian McGregor     | Norton       | 1    |
| 17   | Toshimi Yorino   | Honda        | 1    |

(Punten tussen haakjes zijn inclusief streepresultaten)

### Constructeurstitel 350cc-klasse
| Pos. | Constructeur | Ptn.    |
| ---- | ------------ | ------- |
| 1    | Honda        | 40 (62) |
| 2    | MV Agusta    | 32      |
| 3    | MZ           | 22 (24) |
| 4    | Aermacchi    | 15 (20) |
| 5    | Benelli      | 14      |
| 6    | Yamaha       | 4       |
| 7    | Paton        | 4       |
| 8    | Norton       | 4       |
| 9    | Jawa         | 3       |

(Punten tussen haakjes zijn inclusief streepresultaten)

## 250cc-klasse
GP van Spanje, Montjuïc

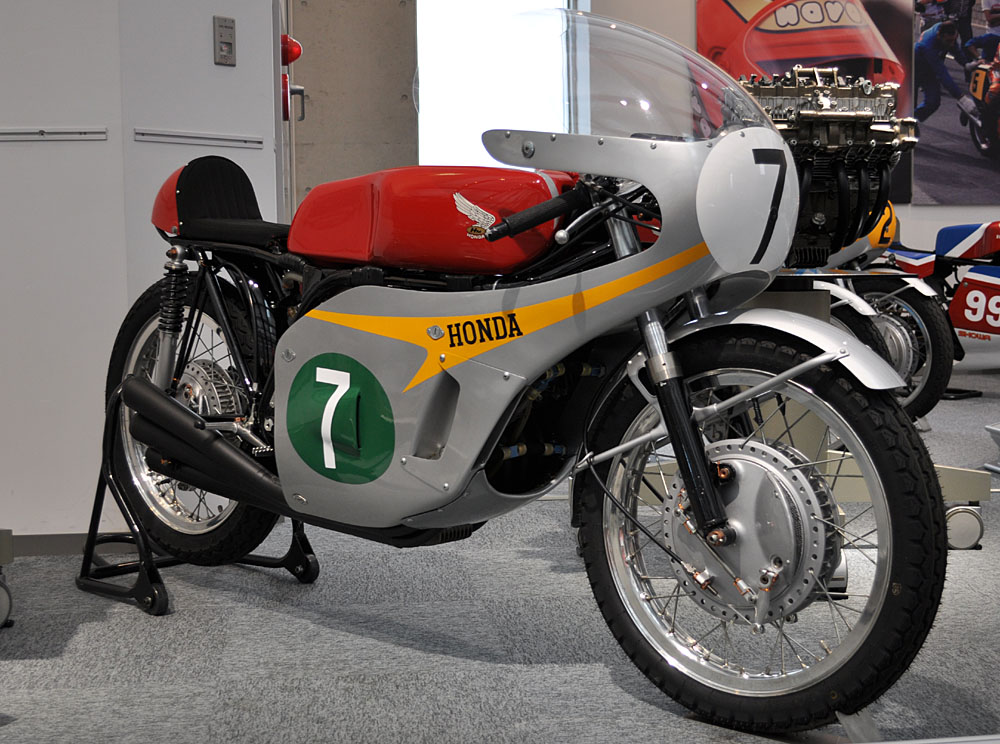
Honda RC 166

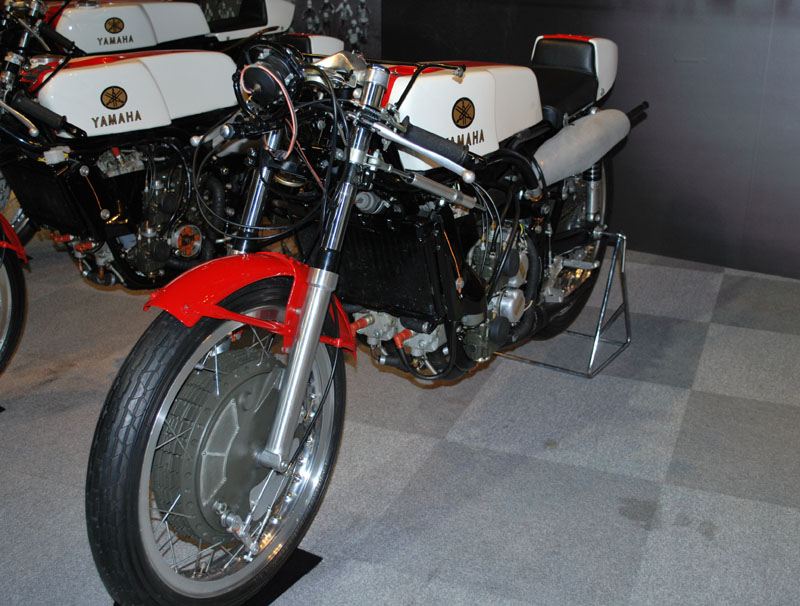
Yamaha RD 05 A

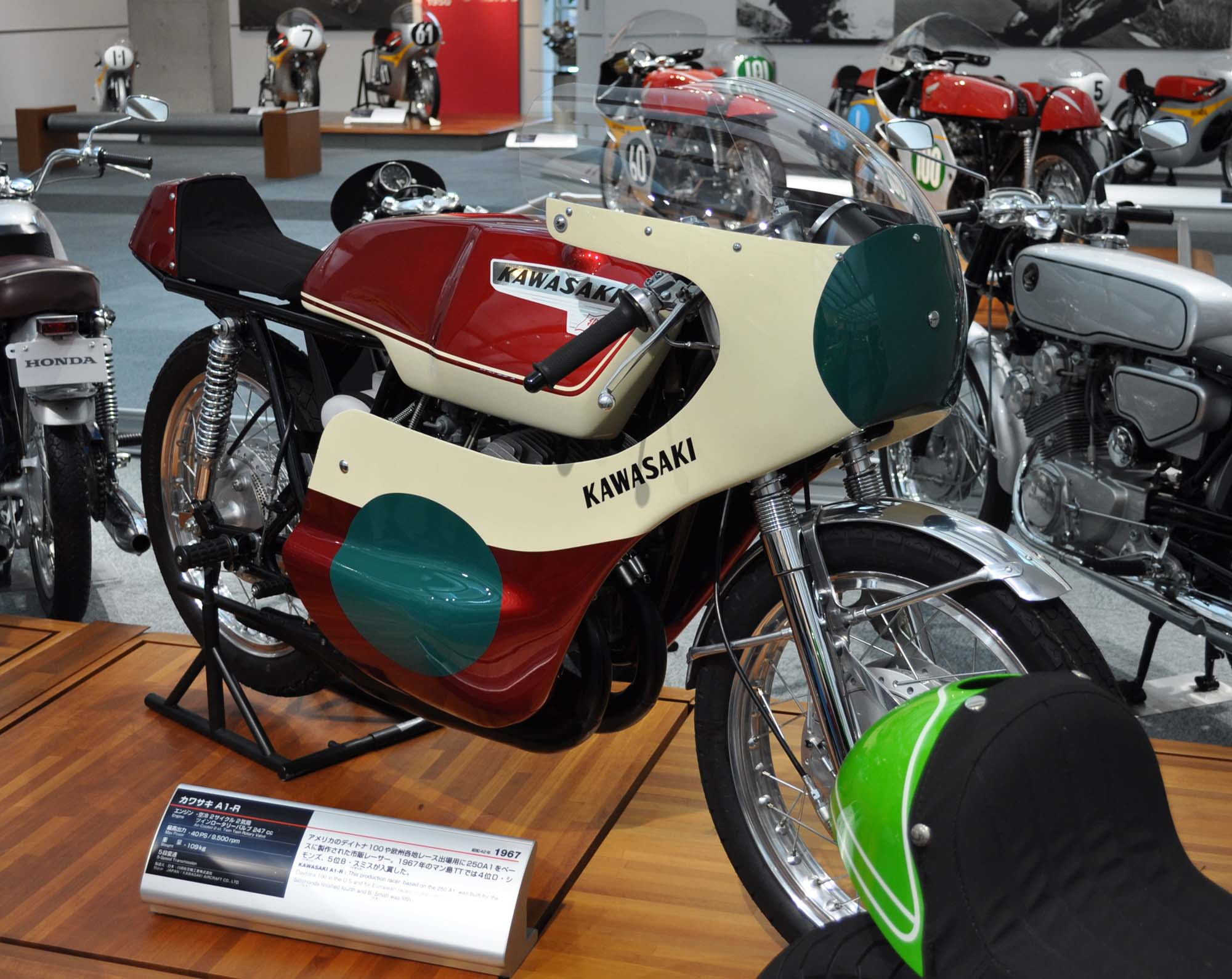
De Brit Dave Simmonds nam met een Kawasaki A 1 R 250 cc deel aan de beide TT's.

De Spaanse Grand Prix werd gewonnen door Phil Read met de Yamaha RD 05 A, maar pas nadat Mike Hailwood (Honda RC 166) was uitgevallen met een lekke band en Bill Ivy (Yamaha) met motorpech. Ralph Bryans, die na het stoppen van Honda in de 50- en 125cc-klasse nu ook met de 250cc-RC 166 uitkwam, werd tweede en de Spanjaard José Mendrano met een Bultaco derde. De nieuwe Benelli viercilinders kwamen niet aan de start en de eveneens nieuwe Ducati viercilinder (ingeschreven onder de naam van de Spaanse dochteronderneming Mototrans) van Bruno Spaggiari viel met pech uit.
GP van Duitsland, Hockenheimring
Van de 34 starters in de 250cc-klasse van de Duitse Grand Prix kwamen er slechts 10 aan de finish. Bij de uitvallers hoorden opnieuw Mike Hailwood en Bill Ivy. Phil Read ging goed van start, maar moest in de pit een bougie vervangen en daarna op jacht gaan naar Ralph Bryans. Die haalde hij niet meer in, maar hij wist wel nog tweede te worden. Met een ronde achterstand werd Heinz Rosner (MZ) derde. In zijn jacht op Bryans reed Read drie seconden per ronde sneller, tot Hailwood, inmiddels langs de kant dankzij een onwillige ontsteking, een bord pakte waarop Bryans werd gemaand zijn machine tot 18.000 tpm door te trekken.
GP van Frankrijk, Clermont-Ferrand
Hailwood leek in Frankrijk een spelletje te spelen met zijn Yamaha-tegenstanders. Drie ronden lang beperkte hij zich tot het volgen van Ivy en Read, maar daarna gaf hij echt gas en begon hij snel weg te lopen. Toen ontspon zich een wedstrijd die gewonnen werd door de man die van de drie de minste pech had. Eerst viel Read terug door een onbruikbare koppeling en daarna Ivy door problemen met zijn versnellingsbak én een slecht lopende motor. De overwinning van Hailwood leek nu zeker, tot hij problemen kreeg met schakelen: eerst miste hij zijn eerste twee versnellingen, en toen de motor niet meer uit de derde versnelling wilde moest hij wel stoppen. Een monteur boog het schakelpedaal recht en Hailwood kon de baan weer op vlak vóór de aanstormende Phil Read, terwijl Bill Ivy daar vlak achter reed. De drie topcoureurs waren dankzij veel problemen weer bij elkaar gekomen en wisselden in de volgende ronden regelmatig van positie. Hailwood kreeg weer schakelproblemen en bleef derde omdat zijn teamgenoot Ralph Bryans bewust achter hem bleef rijden. Ivy won de race en Read werd tweede.
Isle of Man TT, Mountain Course
Bij de diamanten jubileum TT kon Mike Hailwood het record van Stanley Woods breken. Woods had 27 jaar eerder zijn tiende Isle of Man TT race gewonnen. Hailwood was werkelijk ongenaakbaar. In de trainingen had hij zijn eigen ronderecord al met 10,2 seconden verbeterd en in de race reed hij ook een nieuw record van 165,79 km/h gemiddeld. Aan de streep had hij liefst een minuut en 18,8 seconden voorsprong op Phil Read. Bill Ivy had lang derde gelegen, maar kreeg in de vijfde van zes ronden motorische problemen en moest zijn plaats afstaan aan van Ralph Bryans met de Honda. Bryans finishte zelfs drie minuten achter Read.
Dutch TT, Assen
In Assen stapte Mike Hailwood rechtstreeks van het podium van de 350cc-race op zijn 250cc-zescilinder. Hij was als eerste weg, maar halverwege de eerste ronde leidde Phil Read met de Yamaha. Ralph Bryans was derde. Na twee ronden had Hailwood orde op zaken gesteld: het reed voorop en Phil Read moest met een slecht lopende motor steeds meer terrein prijs geven. Bryans en Bill Ivy haalden hem in de derde ronde in. In ronde twaalf wist Ivy eindelijk Bryans te passeren, maar Hailwood was toen al onbereikbaar. Read was in de achtste ronde van het toneel verdwenen. Hailwood reed een nieuw racerecord, Ivy werd tweede en Bryans derde.
GP van België, Spa-Francorchamps
Yamaha had in België haar zaken beter op orde. Phil Read was al in de trainingen de snelste kwam na de eerste ronde ook als eerste door, gevolgd door Ivy, Hailwood en Bryans. Read reed nog een recordronde van 202,15 km/h, maar viel in de vierde ronde uit. Ivy nam de kop over en finishte meer dan een minuut voor Hailwood en Bryans. Die laatste kreeg ook problemen, zó groot dat hij de laatste kilometer moest duwen bij een temperatuur van 30° Celsius. Zijn voorprong op Derek Woodman (MZ) was echter zo groot dat hij toch nog derde werd.
GP van de DDR, Sachsenring
In de DDR vochten Read en Hailwood zes ronden lang om de leiding, maar toen reed Hailwood met motorpech de pit binnen. Phil Read won de 250cc-race en Bill Ivy werd tweede met een royale voorsprong op Ralph Bryans.
GP van Tsjecho-Slowakije, Masaryk-Ring
Een race later in Tsjecho-Slowakije won Phil Read met slechts een banddikte van Bill Ivy, maar beiden hadden een minuut voorsprong op Mike Hailwood. Hailwood's monteurs hadden uit de restanten van twee machines een nieuwe zescilinder voor Mike in elkaar gezet. Ralph Bryans werd vierde, maar omdat hij nog niet was uitgevallen stond hij op dat moment nog derde in het wereldkampioenschap.
GP van Finland, Imatra
Op het Finse Imatra reed de 250cc-klasse ná de 500cc, die onder erbarmelijke omstandigheden verreden was. De 250 cc was niet zó erg, maar toch nog erg nat. Hailwood, in de 500cc-klasse gevallen door aquaplaning, startte als snelste en had na de eerste ronde al 4 seconden voorsprong op Read, Ivy en Bryans. Hailwood liep steeds verder weg en zowel Read als Bryans kregen problemen door een natte ontsteking. Read viel uiteindelijk zelfs uit met schakelproblemen. Achter Ivy kwam Heinz Rosner op de derde plaats door, maar ook hij kreeg problemen waardoor zijn MZ-teamgenoot Derek Woodman uiteindelijk derde werd.
Ulster Grand Prix, Dundrod
In de Ulster Grand Prix had Phil Read de snelste trainingstijden gedraaid, maar Hailwood was bij de start iets sneller. Aan het einde van de tweede ronde probeerde Read hem uit te remmen, maar dat mislukte. Op de hobbelige weg blokkeerden zijn remmen en Read viel. Hailwood kon zijn Honda nog net tussen de gevallen Phil Read en de strobalen door sturen. De Yamaha kon niet verder en Hailwood reed eenzaam naar de finish. Achter hem had Bill Ivy lang de tweede plaats bezet, maar toen zijn machine over begon te slaan werd hij gepasseerd door Ralph Bryans. Als Ivy tweede was gebleven had hij in punten gelijk gestaan met Hailwood.
Nations GP, Monza
In Monza draaide Hailwood de snelste ronde, maar in de vierde ronde viel hij uit wegens olielekkage. Read en Ivy kregen het daarna toch nog niet cadeau, want Ralph Bryans vocht hard om de overwinning. Uiteindelijk bleken de Yamaha's toch te sterk voor hem. Read won de race, Ivy werd tweede en Bryans derde.
GP van Canada, Mosport
Hailwood wist in Canada (Mosport) de 250cc-race te winnen. Doordat Phil Read tweede werd stonden ze nu gelijk in het wereldkampioenschap.
GP van Japan, Fuji
Tijdens de laatste race in Japan moest het 250cc-wereldkampioenschap dus beslist worden. Dat leek al snel te gebeuren toen Phil Read in de vijfde ronde uitviel, maar dat overkwam Mike Hailwood een ronde later ook. Beiden bleven dus puntloos en daarmee ook op 50 punten in de WK-stand staan. Ralph Bryans won de race met drie ronden voorsprong op de Yamaha-coureurs Akiyasu Motomashi en Jyun Hamano. Er ontstond een discussie over wie nu de nieuwe kampioen was. Er was zelfs sprake van verschillen tussen de Franse- en de Engelse tekst van het FIM-reglement. Telde men het aantal overwinningen, dan was Hailwood met vijf keer winst kampioen, want Read had slechts vier wedstrijden gewonnen. Er waren ook mensen die dachten dat, indien de zeven tellende resultaten geen uitsluitsel gaven, het achtste resultaat dat moest doen. In dat geval zou Read kampioen zijn. De laatste reglementswijziging gaf de uitkomst: op basis van het aantal overwinningen werd Mike Hailwood wereldkampioen. Hij evenaarde daarmee het record van Carlo Ubbiali: 9 keer wereldkampioen.

### Uitslagen 250cc-klasse
|    | Datum        | Race                     | Circuit           | 1e            | 2e                | 3e            | Snelste ronde    |
| -- | ------------ | ------------------------ | ----------------- | ------------- | ----------------- | ------------- | ---------------- |
| 1  | 30 april     | GP van Spanje            | Montjuïc          | Phil Read     | Ralph Bryans      | José Medrano  | Mike Hailwood    |
| 2  | 7 mei        | GP van Duitsland         | Hockenheim        | Ralph Bryans  | Phil Read         | Heinz Rosner  | Bill Ivy         |
| 3  | 21 mei       | GP van Frankrijk         | Clermont-Ferrand  | Bill Ivy      | Phil Read         | Mike Hailwood | Mike Hailwood    |
| 4  | 12 juni.     | Isle of Man TT           | Mountain Course   | Mike Hailwood | Phil Read         | Ralph Bryans  | Mike Hailwood    |
| 5  | 24 juni      | TT van Assen             | Assen             | Mike Hailwood | Bill Ivy          | Ralph Bryans  | Mike Hailwood    |
| 6  | 2 juli       | GP van België            | Spa-Francorchamps | Bill Ivy      | Mike Hailwood     | Ralph Bryans  | Phil Read        |
| 7  | 16 juli      | GP van de DDR            | Sachsenring       | Phil Read     | Bill Ivy          | Ralph Bryans  | Phil Read        |
| 8  | 23 juli      | GP van Tsjecho-Slowakije | Masaryk-Ring      | Phil Read     | Bill Ivy          | Mike Hailwood | Bill Ivy         |
| 9  | 6 augustus   | GP van Finland           | Imatra            | Mike Hailwood | Bill Ivy          | Derek Woodman | Mike Hailwood    |
| 10 | 19 augustus  | Ulster Grand Prix        | Dundrod           | Mike Hailwood | Ralph Bryans      | Bill Ivy      | Mike Hailwood    |
| 11 | 3 september  | GP des Nations           | Monza             | Phil Read     | Bill Ivy          | Ralph Bryans  | Mike Hailwood    |
| 12 | 30 september | GP van Canada            | Mosport           | Mike Hailwood | Phil Read         | Ralph Bryans  | Bill Ivy         |
| 13 | 14 oktober   | GP van Japan             | Fuji              | Ralph Bryans  | Akiyasu Motohashi | Jyun Hamano   | Hiroshi Hasegawa |

### Eindstand 250cc-klasse
| Pos. | Coureur           | Merk     | Ptn.    |
| ---- | ----------------- | -------- | ------- |
| 1    | Mike Hailwood     | Honda    | 50 (54) |
| 2    | Phil Read         | Yamaha   | 50 (56) |
| 3    | Bill Ivy          | Yamaha   | 46 (51) |
| 4    | Ralph Bryans      | Honda    | 40 (58) |
| 5    | Derek Woodman     | MZ       | 18      |
| 6    | Heinz Rosner      | MZ       | 13      |
| 7    | Ginger Molloy     | Bultaco  | 9       |
| 8    | Gyula Marsovszky  | Bultaco  | 8       |
| 9    | Akiyasu Motohashi | Yamaha   | 6       |
| 10   | Tommy Robb        | Bultaco  | 5       |
| 11   | Dave Simmonds     | Kawasaki | 5       |
| 12   | José Medrano      | Bultaco  | 4       |
| 13   | Jyun Hamano       | Yamaha   | 4       |

| Pos. | Coureur          | Merk         | Ptn. |
| ---- | ---------------- | ------------ | ---- |
| 14   | Jack Findlay     | Bultaco      | 3    |
| 14   | Yvon Duhamel     | Yamaha       | 3    |
| 16   | Bill Smith       | Kawasaki     | 2    |
| 16   | Fred Stevens     | Hannah-Paton | 2    |
| 16   | Brian Steenson   | Aermacchi    | 2    |
| 16   | Frank Camillieri | Yamaha       | 2    |
| 16   | Gilberto Milani  | Aermacchi    | 2    |
| 21   | Carlos Giró      | Ossa         | 1    |
| 21   | Rolf Schmid      | Bultaco      | 1    |
| 21   | Mick Chatterton  | Yamaha       | 1    |
| 21   | Ron Grant        | Yamaha       | 1    |
| 21   | Malcolm Stanton  | Aermacchi    | 1    |

(Punten tussen haakjes zijn inclusief streepresultaten)

### Constructeurstitel 250cc-klasse
| Pos. | Constructeur | Ptn.    |
| ---- | ------------ | ------- |
| 1    | Honda        | 56 (84) |
| 2    | Yamaha       | 54 (88) |
| 3    | MZ           | 23 (27) |
| 4    | Bultaco      | 16 (18) |
| 5    | Kawasaki     | 5       |
| 6    | Aermacchi    | 5       |
| 7    | Paton        | 2       |
| 8    | Ossa         | 1       |

(Punten tussen haakjes zijn inclusief streepresultaten)

## 125cc-klasse
GP van Spanje, Montjuïc

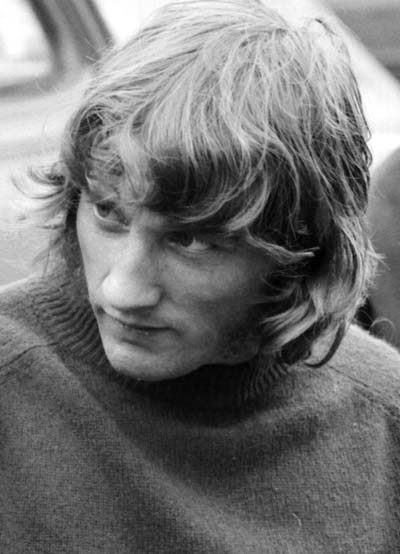
Bill Ivy werd met 8 overwinningen wereldkampioen in de 125cc-klasse.

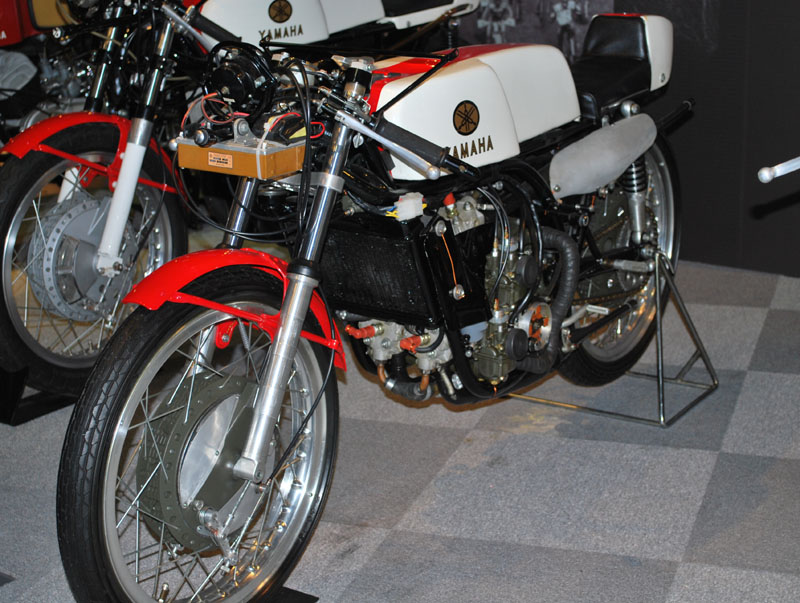
Yamaha RA 31 125cc-viercilinder

In de openingsrace in Spanje kwamen Bill Ivy en Phil Read met de nieuwe 125cc-Yamaha RA 31 viercilinders aan de start. Suzuki kon nog steeds de viercilinder RS 67 niet inzetten en daardoor bleef de tweecilinder, die nu RT 67 heette, in handen van Yoshimi Katayama en Stuart Graham. Katayama leidde in de eerste ronde, maar werd gepasseerd door Ivy en Read die eerste en tweede werden. Katayama werd derde en Graham, die een slechte start had gehad, werd vierde.
GP van Duitsland, Hockenheimring
In Duitsland moest Hans Georg Anscheidt nog tijdens de ceremonie van de 50cc-race, die hij gewonnen had, vertrekken naar de start van de 125cc-race. Hij had daar de snelste start, maar werd al snel ingehaald door Bill Ivy en Phil Read met hun Yamaha's. In de bocht vóór start/finish vielen vier coureurs gezamenlijk: Ivy en Read en twee achterblijvers: Fritz Kohlar (MZ) en Francesco Villa (Montesa). Francesco Villa was de enige die gewond raakte: hij brak een sleutelbeen. Voor Ivy was deze valpartij zijn vierde in twee weken: Eerst tijdens de training van een internationale race in Brands Hatch, toen tijdens de training in Spanje, de training in Duitsland en de 125cc-race in Duitsland. Daar reed hij in de 250cc-race de snelste ronde, maar hij zakte later in de caravan van Mike Hailwood in elkaar, waarna hij enkele dagen in het ziekenhuis moest bijkomen. Door dit alles konden de Suzuki's toch de beste plaatsten pakken. Katayama won en Anscheidt werd tweede. Op één ronde achterstand werd László Szabó met een MZ derde.
GP van Frankrijk, Clermont-Ferrand
De uitslag van de derde race in Frankrijk was bijna gelijk aan die in Spanje: 1. Ivy, 2. Read, 3. Katayama en 4. Graham. Pas daarachter zaten de verschillen. Katayama had de beste start en leidde korte tijd, terwijl Ivy in de eerste ronde nog last had van een overslaande motor. In de tweede ronde ging Read aan de leiding, maar Ivy was toen al aan een inhaalrace begonnen. In de derde ronde passeerde hij Graham en Katayama en in de vierde ronde ook Read. Ivy reed een recordronde van 125,7 km/h, 12 seconden sneller dan het oude record van Luigi Taveri met de vijfcilinder Honda. Read kreeg problemen met zijn versnellingsbak, waardoor Katayama nog dichtbij wist te komen.
Isle of Man TT, Mountain Course
In de Lightweight 125 cc TT startte Bill Ivy als snelste, maar hij kwam in de eerste ronde al in moeilijkheden, want zijn doorkomst bij Ramsey was veel te laat. Read had juist een slechte start, maar draaide zeer snelle ronden. Hij werd op korte afstand gevolgd door Stuart Graham. Ivy voltooide de eerste ronde, maar moest toen lang in de pit stoppen en kort nadat hij aan de tweede ronde begon viel zijn Yamaha voorgoed stil. In de tweede ronde wist Graham zelfs een zeer kleine (0,2 seconden) voorsprong op Read te nemen en in de laatste ronde kwam het bericht dat ze bij Bungalow, tien km vóór de finish, precies gelijk lagen. Uiteindelijk had Read 3,4 seconden voorsprong op Graham, terwijl Akiyasu Motohashi (Yamaha) derde werd.
Dutch TT, Assen
Ivy en Read hadden uitstekende trainingstijden gezet in Assen, maar bij de start van de race keken ze meteen tegen een flinke achterstand aan omdat hun motorfietsen niet wilden starten. Dat deden de Suzuki's van Katayama en Graham wel. Ook Cees van Dongen had goed getraind: zesde met een privé-Honda nog voor een aantal fabriekscoureurs van Jawa, Bultaco en EMC. Door de weigering van de Yamaha's kon van Dongen echter als derde wegkomen, achter Katayama en Graham. Na een halve ronde zat Read echter al op de vierde plaats en bij start/finish was hij van Dongen al gespasseerd. Ivy, die zijn motor pas aan de praat kreeg toen het hele veld al uit het zicht was, had zich al naar de zesde plaats opgewerkt. Hij wist zich ook nog voorbij van Dongen te werken, maar daarna kwam diens vijfde plaats niet meer in gevaar. Read passeerde intussen Graham, die zich in zijn slipstream nestelde en zo naderden ze samen de leidende Katayama. In de tiende ronde nam Read de leiding over. Graham was wat achterop geraakt en werd gepasseerd door Bill Ivy en dat overkwam uiteindelijk ook Katayama. Ivy kwam zelfs nog dicht bij Phil Read, maar bij de vlag had deze nog ongeveer 200 meter voorsprong. Stuart Graham werd derde.
GP van de DDR, Sachsenring
In Oost-Duitsland op de Sachsenring werden - ook door het Suzuki team zelf - de nieuwe Suzuki 125cc-viercilinders verwacht, maar toen die niet arriveerden moest men de tweecilinders gebruiken. Katayama startte als snelste en leidde toen hij in de derde ronde een vastloper kreeg. Ivy nam de leiding over en achter hem vochten Phil Read en Stuart Graham om de tweede plaats. Read won die strijd en Graham werd derde.
GP van Tsjecho-Slowakije, Masaryk-Ring
In de GP van Tsjecho-Slowakije nam Katayama de leiding en hield die ook twee ronden vast. In de derde ronde nam Ivy de koppositie over en in de vierde ronde werd Katayama ook gepasseerd door Read. Die viel echter in de vijfde ronde uit door een gebroken krukas. Katayama kreeg weer een vastloper en daardoor werd Stuart Graham tweede en László Szabó derde.
GP van Finland, Imatra
In het Finse Imatra kwam Yoshimi Katayama niet aan de start; hij was in Japan om de nieuwe Suzuki RS 67U viercilinder te testen. Bij de start waren de Yamaha's opnieuw slecht weg. Read startte zelfs als laatste omdat zijn machine niet wilde aanslaan en Ivy moest al na één ronde zijn bougies laten vervangen. Aan het einde van de eerste ronde had Read echter bijna het hele veld ingehaald en reed hij al op de tweede plaats achter Stuart Graham op de Suzuki. Na vier ronden werden de remmen van Graham slechter, waardoor Read nog dichterbij kon komen en uiteindelijk de koppositie kon overnemen. Ivy moest opnieuw bougies vervangen, maar daarna reed hij de snelste raceronde en, naar later bleek, de snelste ronde van de dag. In de 9e ronde liep de motor van Phil Read vast en nam Stuart Graham opnieuw de leiding. Ivy had bijna een ronde achterstand, maar werd toch nog tweede vóór Dave Simmonds die de eerste podiumplaats voor Kawasaki haalde. Na deze droge race barstte een enorm noodweer los, waardoor alle andere klassen in de stromende regen verreden moesten worden.
Ulster Grand Prix, Dundrod
Bill Ivy won de 125cc-race in de Ulster Grand Prix, maar gemakkelijk ging het niet. Halverwege scheurde een cilinderkop waardoor koelvloeistof lekte. De motor begon warm te lopen maar omdat Phil Read door stalorders op afstand gehouden werd, kon Ivy wat kalmer aan doen. Stuart Graham had in de eerste ronden geprobeerd de twee Yamaha's bij te houden, maar hij had zijn gearing te kort gekozen en moest daardoor te veel toeren draaien. Dat leverde een vette bougie op en die moest hij vervangen. Dat gebeurde hem zelfs nog een keer, maar hij werd desondanks toch nog derde.
Nations GP, Monza
In Monza leek de 125cc-race al beslist na de trainingen, want de rondetijden lagen zo ver uit elkaar dat aangenomen werd dat Ivy veel sneller zou zijn dan Anscheidt met de Suzuki. Ver achter Anscheidt stond László Szabó die met zijn MZ weer veel sneller was dan de EMC's. Ivy startte zoals gewoonlijk slecht, maar na drie ronden nam hij de leiding van Anscheidt over. Toen merkte hij dat al het water uit zijn radiateur was verdwenen en hij ging de pit in voor water. Dat was er echter niet en Ivy moest weer terug de baan op om twee ronden later opnieuw binnen te komen voor koelwater. Dat had men nog steeds niet gevonden. Bij zijn derde stop kreeg hij pas water maar toen lag Anscheidt intussen weer op de eerste plaats. Pas vlak vóór de eindstreep wist Ivy de overwinning zeker te stellen. De Yamaha had in elk geval zijn betrouwbaarheid bewezen. Szabó werd zoals verwacht zonder problemen derde. Ivy had nu het maximum aantal punten: 48 uit zes (tellende) wedstrijden en hij was daardoor wereldkampioen.
GP van Canada, Mosport
In Canada won Ivy ook. Phil Read kwam niet aan de start en het podium werd aangevuld met "lokale" rijders: De Canadees Tim Coopey werd met een Yamaha tweede op twee ronden en de Canadees Robert Lusk werd met een Yamaha derde op drie ronden.
GP van Japan, Fuji
Ook in Japan was Bill Ivy de snelste, weer bij afwezigheid van Phil Read. Stuart Graham werd tweede en Hideo Kanaya (Suzuki) werd derde. Hier debuteerden zowel de nieuwe 125cc-viercilinder van Suzuki als een viercilinder van Kawasaki.

### Uitslagen 125cc-klasse
|    | Datum        | Race                     | Circuit          | 1e               | 2e                   | 3e                | Snelste ronde    |
| -- | ------------ | ------------------------ | ---------------- | ---------------- | -------------------- | ----------------- | ---------------- |
| 1  | 30 april     | GP van Spanje            | Montjuïc         | Bill Ivy         | Phil Read            | Yoshimi Katayama  | Bill Ivy         |
| 2  | 7 mei        | GP van Duitsland         | Hockenheim       | Yoshimi Katayama | Hans Georg Anscheidt | László Szabó      | Bill Ivy         |
| 3  | 21 mei       | GP van Frankrijk         | Clermont-Ferrand | Bill Ivy         | Phil Read            | Yoshimi Katayama  | Bill Ivy         |
| 4  | 14 juni      | Isle of Man TT           | Mountain Course  | Phil Read        | Stuart Graham        | Akiyasu Motohashi | Phil Read        |
| 5  | 24 juni      | TT van Assen             | Assen            | Phil Read        | Bill Ivy             | Stuart Graham     | Bill Ivy         |
| 6  | 16 juli      | GP van de DDR            | Sachsenring      | Bill Ivy         | Phil Read            | Stuart Graham     | Bill Ivy         |
| 7  | 23 juli      | GP van Tsjecho-Slowakije | Masaryk-Ring     | Bill Ivy         | Stuart Graham        | László Szabó      | Yoshimi Katayama |
| 8  | 6 augustus   | GP van Finland           | Imatra           | Stuart Graham    | Bill Ivy             | Dave Simmonds     | Bill Ivy         |
| 9  | 19 augustus  | Ulster Grand Prix        | Dundrod          | Bill Ivy         | Phil Read            | Stuart Graham     | Bill Ivy         |
| 10 | 3 september  | GP des Nations           | Monza            | Bill Ivy         | Hans Georg Anscheidt | László Szabó      | Bill Ivy         |
| 11 | 30 september | GP van Canada            | Mosport          | Bill Ivy         | Tim Coopey           | Robert Lusk       | Bill Ivy         |
| 12 | 14 oktober   | GP van Japan             | Fuji             | Bill Ivy         | Stuart Graham        | Hideo Kanaya      | Bill Ivy         |

### Eindstand 125cc-klasse
| Pos. | Coureur              | Merk     | Ptn.    |
| ---- | -------------------- | -------- | ------- |
| 1    | Bill Ivy             | Yamaha   | 56 (76) |
| 2    | Phil Read            | Yamaha   | 40      |
| 3    | Stuart Graham        | Suzuki   | 38 (44) |
| 4    | Yoshimi Katayama     | Suzuki   | 19      |
| 5    | László Szabó         | MZ       | 13      |
| 6    | Hans Georg Anscheidt | Suzuki   | 12      |
| 7    | Dave Simmonds        | Kawasaki | 9       |
| 8    | Kel Carruthers       | Honda    | 7       |
| 9    | Tim Coopey           | Yamaha   | 6       |
| 10   | Francesco Villa      | Montesa  | 5       |
| 10   | Thomas Heuschkel     | MZ       | 5       |
| 10   | Walter Scheimann     | Honda    | 5       |
| 13   | Akiyasu Motohashi    | Yamaha   | 4       |
| 13   | Robert Lusk          | Yamaha   | 4       |
| 13   | Hideo Kanaya         | Suzuki   | 4       |
| 16   | Klaus Enderlein      | MZ       | 3       |
| 16   | Jürgen Lenk          | MZ       | 3       |
| 16   | Jean-Guy Duval       | Yamaha   | 3       |
| 16   | Walter Villa         | Montesa  | 3       |
| 16   | Isao Morishita       | Suzuki   | 3       |

| Pos. | Coureur             | Merk    | Ptn. |
| ---- | ------------------- | ------- | ---- |
| 20   | Jim Curry           | Honda   | 3    |
| 21   | José Maria Busquets | Montesa | 2    |
| 21   | Cees van Dongen     | Honda   | 2    |
| 21   | Kevin Cass          | Bultaco | 2    |
| 21   | Giovanni Burlando   | Honda   | 2    |
| 21   | Ralph Swegan        | Yamaha  | 2    |
| 21   | Yasuho Shigeno      | Suzuki  | 2    |
| 27   | José Medrano        | Bultaco | 1    |
| 27   | Herbert Mann        | MZ      | 1    |
| 27   | Jean-Louis Vergnais | Bultaco | 1    |
| 27   | Rex Avery           | EMC     | 1    |
| 27   | Hartmut Bischoff    | MZ      | 1    |
| 27   | Ginger Molloy       | Bultaco | 1    |
| 27   | Robert Messina      | Yamaha  | 1    |
| 27   | Barry Smith         | Bultaco | 1    |

(Punten tussen haakjes zijn inclusief streepresultaten)

### Constructeurstitel 125cc-klasse
| Pos. | Constructeur | Ptn.    |
| ---- | ------------ | ------- |
| 1    | Yamaha       | 56 (86) |
| 2    | Suzuki       | 46 (60) |
| 3    | MZ           | 18      |
| 4    | Honda        | 14      |
| 5    | Kawasaki     | 9       |
| 6    | Montesa      | 5       |
| 7    | Bultaco      | 5       |
| 8    | EMC          | 1       |

(Punten tussen haakjes zijn inclusief streepresultaten)

## 50cc-klasse

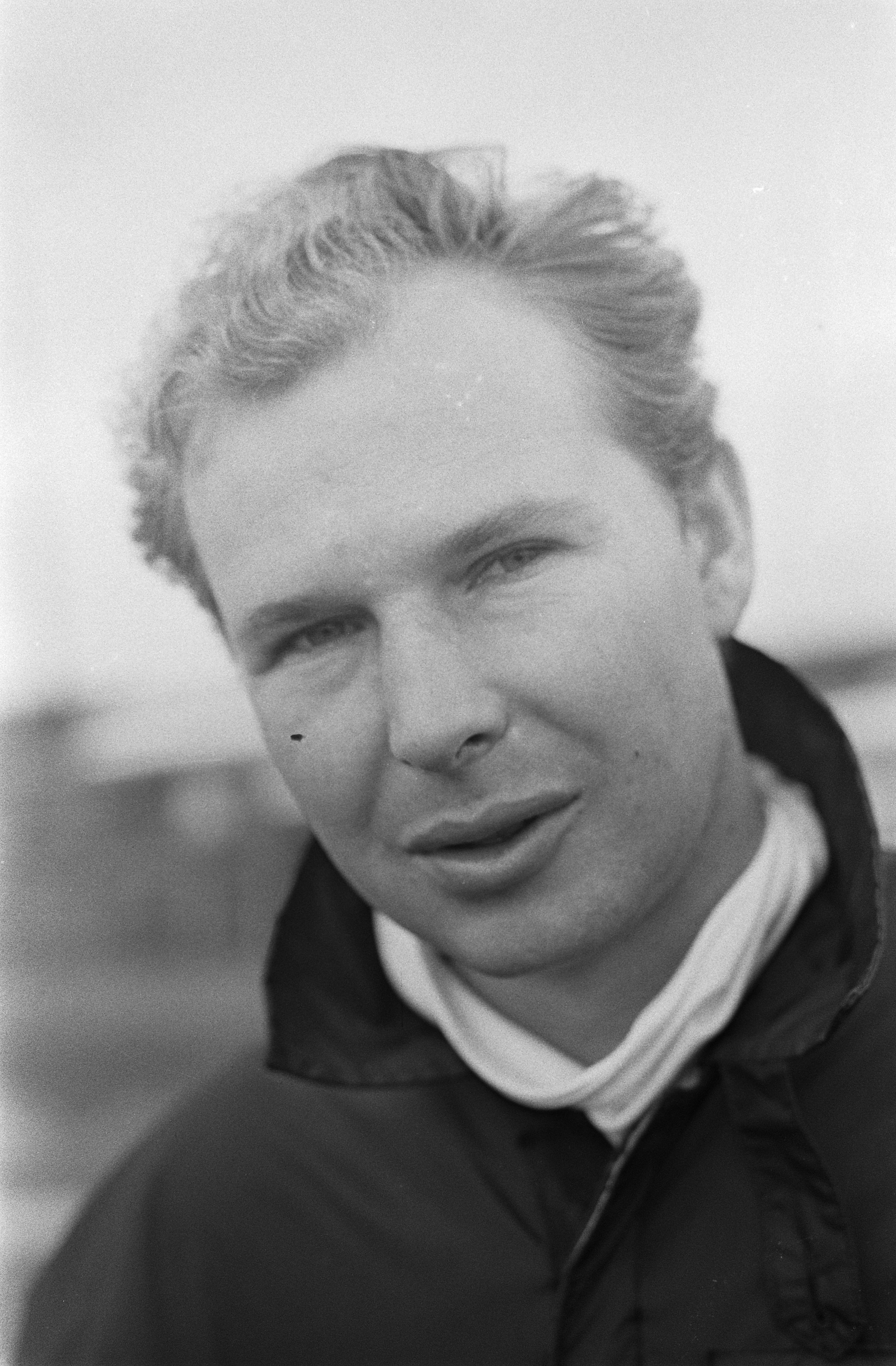
Hans Georg Anscheidt legde met zijn overwinning in Spanje de basis voor zijn wereldkampioenschap.

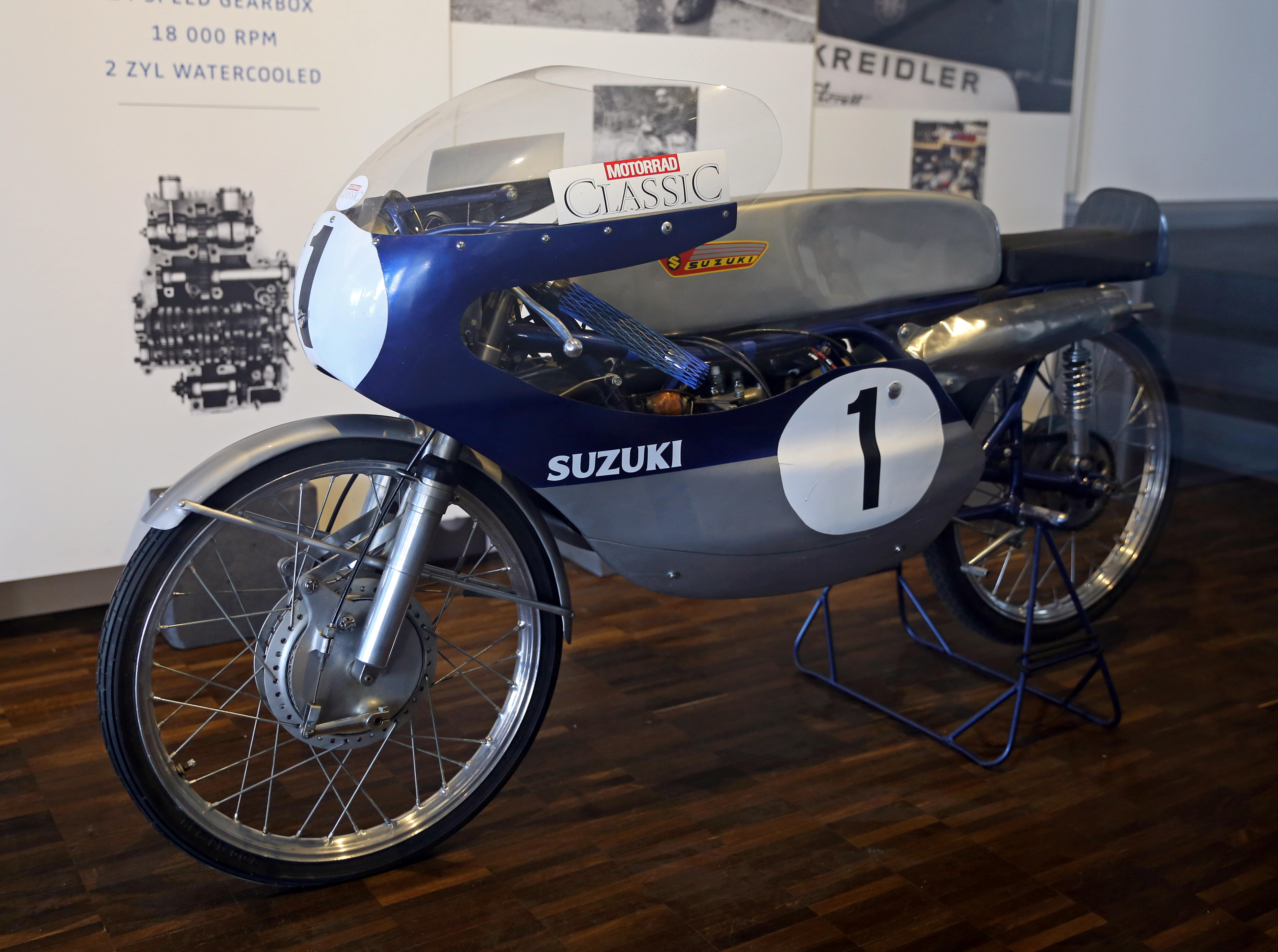
Suzuki RK 67

In 1967 trok Honda zich terug uit de 50cc-klasse en toen werd eigenlijk duidelijk dat de WK-status deze klasse helemaal geen goed had gedaan. De Europese merken, die aan de wieg van deze klasse hadden gestaan, speelden geen enkele rol meer nadat de Japanse merken met hun dure tweecilinders alle titels binnenhaalden. Kreidler had het in 1964 al opgegeven en alleen het kleine Spaanse merk Derbi speelde in het achterveld nog een kleine rol. Bovendien was het intussen heel moeilijk geworden een redelijk gevuld startveld te krijgen. Suzuki was met de RK 67 dus oppermachtig: geen enkel ander merk wist een 50cc-Grand Prix te winnen.
GP van Spanje, Montjuïc
De eerste, in Spanje, werd gewonnen door Hans Georg Anscheidt, vóór zijn teamgenoot Yoshimi Katayama. Beiden zetten de rest van het veld op minstens één ronde. Benjamín Grau werd derde met een Derbi.
GP van Duitsland, Hockenheimring
Ook in Duitsland won een Suzuki, maar Katayama viel al in de eerste ronde met motorpech stil. Stuart Graham en Hans Georg Anscheidt liepen snel weg van de rest van het veld en in de vijfde ronde passeerde Graham Anscheidt, om vervolgens ook stil te vallen. Anscheidt won de race, maar de tweede plaats was (met een ronde achterstand) voor Rudolf Schmälze met een Kreidler en de derde voor José Maria Busquets met een Derbi. De 50cc-race, toch populair in Duitsland, trok slechts 17 starters aan.
GP van Frankrijk, Clermont-Ferrand
In Frankrijk kwamen slechts vijf 50cc-coureurs aan de finish. Katayama won vóór zijn teamgenoten Anscheidt en Graham. Vierde werd Barry Smith met een Derbi en vijfde werd Ángel Nieto, ook met een Derbi. Nieto had in de eerste ronde de leiding gehad, maar de Suzuki's waren simpelweg te snel voor de Derbi. Graham had een slecht sluitende tankdop en verloor tijd doordat hij elke keer dat hij remde een scheut mengsmering in zijn gezicht kreeg. Na deze race ging het gerucht dat Suzuki graag een eerste Japanse wereldkampioen wilde: Yoshimi Katayama.
Isle of Man TT, Mountain Course
Opnieuw kwamen er slechts weinig rijders aan de start van de 50 cc TT: 24. Bovendien stond van tevoren vast dat de race een onderonsje voor de Suzuki-fabrieksrijders zou worden. Suzuki had ter versterking zelfs nog een vierde man gestuurd: Mitsuo Itoh, die in de training echter een enkel brak en niet kon starten. In de derde ronde viel Katayama er bij Bungalow af waardoor er nog slechts twee Suzuki's in de strijd waren. Stuart Graham en Hans Georg Anscheidt leverden een flink gevecht, dat in de laatste ronde in het voordeel van Graham werd beslist. Tommy Robb werd met een privé-Suzuki derde. Het was voor Stuart Graham zijn enige overwinning op het eiland Man. Zijn vader, Les, had veertien jaar eerder zijn enige TT gewonnen.
Dutch TT, Assen

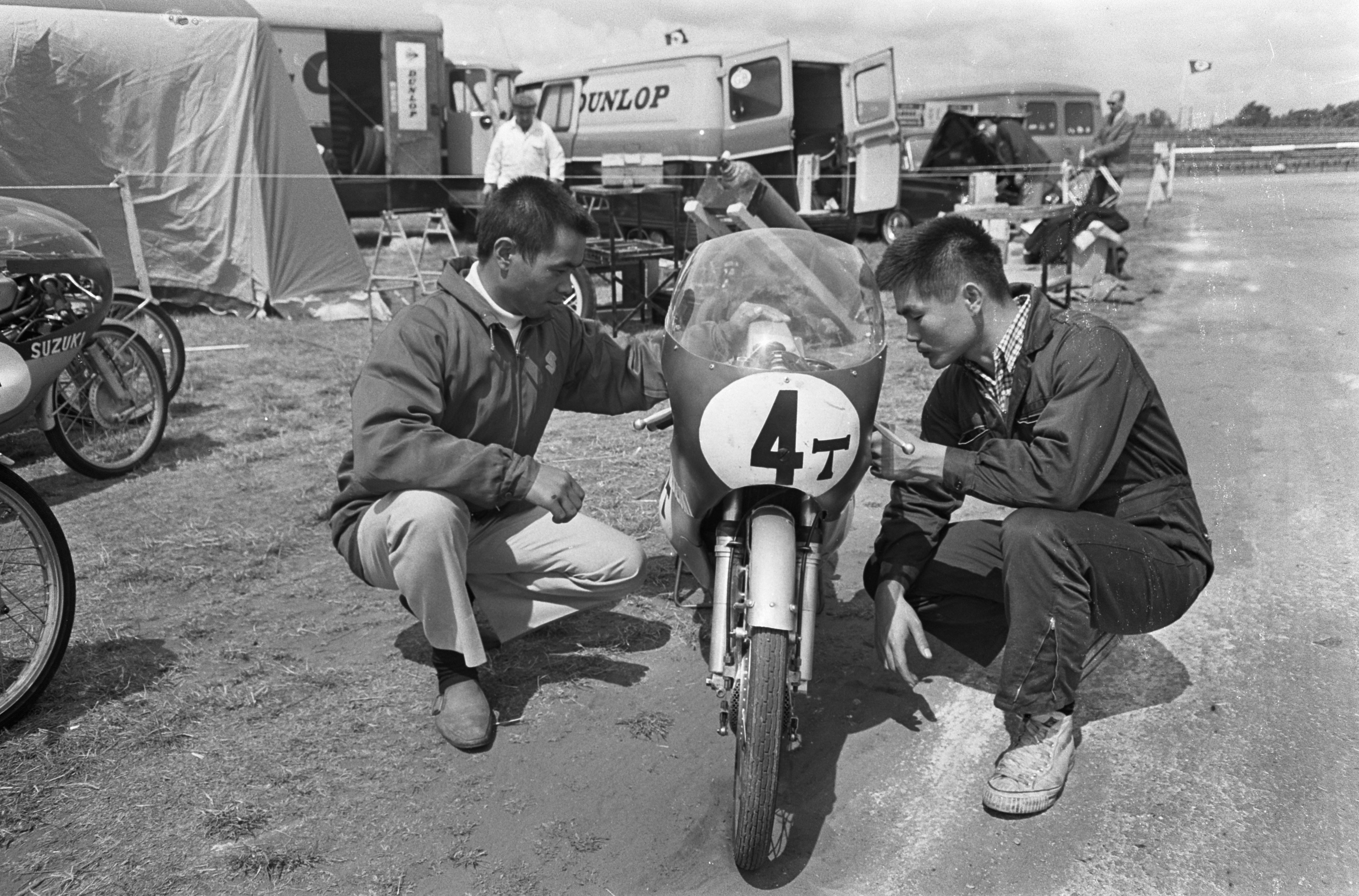
Yoshimi Katayama (links) in het rennerskwartier van Assen. Hij zou daar de 50cc-race winnen

In Assen had het al flink geregend in de nacht vóór de wedstrijd, maar tijdens de 50cc-race bleef het ook regenen. Daardoor werd het toch nog een enigszins verrassende race, want dat een Suzuki zou winnen stond van tevoren wel vast. De ontsteking en carburatie van veel van de lichte machientjes was nog niet waterbestendig en daardoor moest Stuart Graham al na de eerste ronde de pit opzoeken. Katayama bleef Anscheidt op de hielen zitten, maar na de vierde ronde reed ook Anscheidt de pit in en Katayama leidde met twintig seconden voorsprong op Ángel Nieto (Derbi). Na het uitvallen van zijn teamgenoten en het opdrogen van de baan kon Katayama vrij rustig naar de overwinning rijden, maar hij bouwde zijn voorsprong op Nieto toch nog uit tot meer dan anderhalve minuut. Barry Smith, eveneens op Derbi, had zich vanaf de vijfde ronde naar voren gevochten en finishte als derde. Anscheidt had zijn race hervat en werd toch nog vierde. Achter hen begonnen een paar Nederlanders zich te roeren, met hun privé-Kreidlers en zelfbouw Jamathi's. Aalt Toersen (oude fabrieks-Kreidler) werd vijfde, Paul Lodewijkx (Jamathi) zesde, Martin Mijwaart (Jamathi) zevende en Jos Schurgers (eigenbouw Kreidler) achtste. De Kreidler van Schurgers was door importeur Van Veen zelf gebouwd op basis van een normaal productiemodel. Er was nog een Nederlander gestart: Jan de Vries, die echter uitviel door een natte bobine. De geruchten dat Suzuki Yoshimi Katayama had voorbestemd als eerste Japanse wereldkampioen werden steeds sterker, maar alleen gevoed door speculaties in de pers.
GP van België, Spa-Francorchamps
In Spa-Francorchamps vertrok Katayama zeer snel en hij reed in de eerste ronde meteen een ronderecord. Hans Georg Anscheidt reed op de tweede plaats en Stuart Graham op de derde. Graham viel echter terug door een overslaande motor, maar Anscheidt wist in de slipstream van Katayama te komen en hem te passeren. Daardoor pakte Anscheidt de punten die hij nodig had om zijn wereldtitel veilig te stellen. Katayama werd tweede en Graham derde. Ver achter de drie Suzuki's kwam de rest van het veld, aangevoerd door Ángel Nieto (Derbi). Paul Lodewijkx (Jamathi) was als laatste gestart maar klom op tot de vijfde plaats, tot hij zich verremde bij La Source en binnendoor gepasseerd werd door Aalt Toersen (Kreidler).
GP van Japan, Fuji
Hans Georg Anscheidt viel tijdens de 50cc-race in Japan en blesseerde daarbij zijn been. Hij verbeet de pijn en finishte toch nog als vierde. Mitsuo Itoh won de race vóór Stuart Graham en Hiroyuki Kawasaki (Suzuki). Bij deze wedstrijd verscheen de nieuwe watergekoelde 50cc-Suzuki RP 68 driecilinder, maar Suzuki besloot de machine niet in te zetten en dat zou ook nooit meer gebeuren.

### Uitslagen 50cc-klasse
|   | Datum      | Race             | Circuit           | 1e                   | 2e                   | 3e                  | Snelste ronde        |
| - | ---------- | ---------------- | ----------------- | -------------------- | -------------------- | ------------------- | -------------------- |
| 1 | 30 april   | GP van Spanje    | Montjuïc          | Hans Georg Anscheidt | Yoshimi Katayama     | Benjamín Grau       | Yoshimi Katayama     |
| 2 | 7 mei      | GP van Duitsland | Hockenheim        | Hans Georg Anscheidt | Rudolf Schmälzle     | José Maria Busquets | Hans Georg Anscheidt |
| 3 | 21 mei     | GP van Frankrijk | Clermont-Ferrand  | Yoshimi Katayama     | Hans Georg Anscheidt | Stuart Graham       | Yoshimi Katayama     |
| 4 | 16 juni    | Isle of Man TT   | Mountain Course   | Stuart Graham        | Hans Georg Anscheidt | Tommy Robb          | Stuart Graham        |
| 5 | 24 juni    | TT van Assen     | Assen             | Yoshimi Katayama     | Ángel Nieto          | Barry Smith         | Yoshimi Katayama     |
| 6 | 2 juli     | GP van België    | Spa-Francorchamps | Hans Georg Anscheidt | Yoshimi Katayama     | Stuart Graham       | Yoshimi Katayama     |
| 7 | 14 oktober | GP van Japan     | Fuji              | Mitsuo Itoh          | Stuart Graham        | Hiroyuki Kawasaki   | Mitsuo Itoh          |

### Eindstand 50cc-klasse
| Pos. | Coureur              | Merk     | Ptn.    |
| ---- | -------------------- | -------- | ------- |
| 1    | Hans Georg Anscheidt | Suzuki   | 30 (42) |
| 2    | Yoshimi Katayama     | Suzuki   | 28      |
| 3    | Stuart Graham        | Suzuki   | 22      |
| 4    | Ángel Nieto          | Derbi    | 12      |
| 5    | Barry Smith          | Derbi    | 12      |
| 6    | Mitsuo Itoh          | Suzuki   | 8       |
| 7    | Rudolf Schmälzle     | Kreidler | 6       |
| 8    | Benjamín Grau        | Derbi    | 4       |
| 9    | José Maria Busquets  | Derbi    | 4       |
| 9    | Tommy Robb           | Suzuki   | 4       |
| 9    | Hiroyuki Kawasaki    | Suzuki   | 4       |

| Pos. | Coureur           | Merk           | Ptn. |
| ---- | ----------------- | -------------- | ---- |
| 12   | Aalt Toersen      | Kreidler       | 4    |
| 13   | Juan Bordons      | Derbi          | 3    |
| 13   | Chris Walpole     | Honda          | 3    |
| 13   | Daniel Crivello   | Derbi          | 3    |
| 16   | Dieter Gedlich    | Kreidler       | 2    |
| 16   | Leslie Griffiths  | Honda          | 2    |
| 16   | Paul Lodewijkx    | Jamathi        | 2    |
| 19   | Winfried Reinhard | Reimo-Kreidler | 1    |
| 19   | Stan Lawley       | Honda          | 1    |
| 19   | Mitsuo Akamatsu   | Suzuki         | 1    |

(Punten tussen haakjes zijn inclusief streepresultaten)

### Constructeurstitel 50cc-klasse
| Pos. | Constructeur | Ptn.    |
| ---- | ------------ | ------- |
| 1    | Suzuki       | 32 (56) |
| 2    | Derbi        | 17 (22) |
| 3    | Kreidler     | 10      |
| 4    | Honda        | 3       |
| 5    | Jamathi      | 2       |
| 6    | Reimo        | 1       |

(Punten tussen haakjes zijn inclusief streepresultaten)

## Zijspanklasse
GP van Spanje, Montjuïc

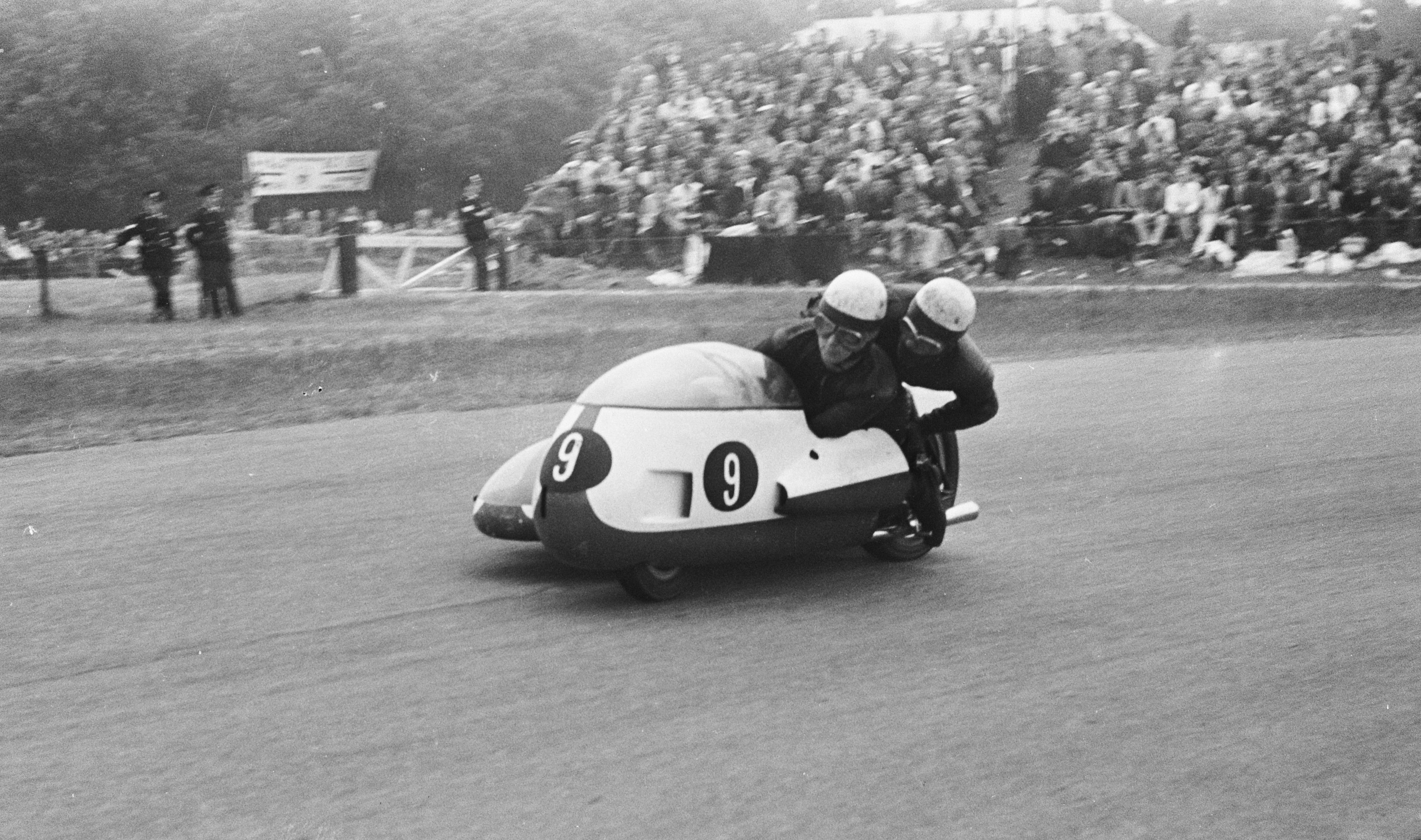
Klaus Enders en Ralf Engelhardt

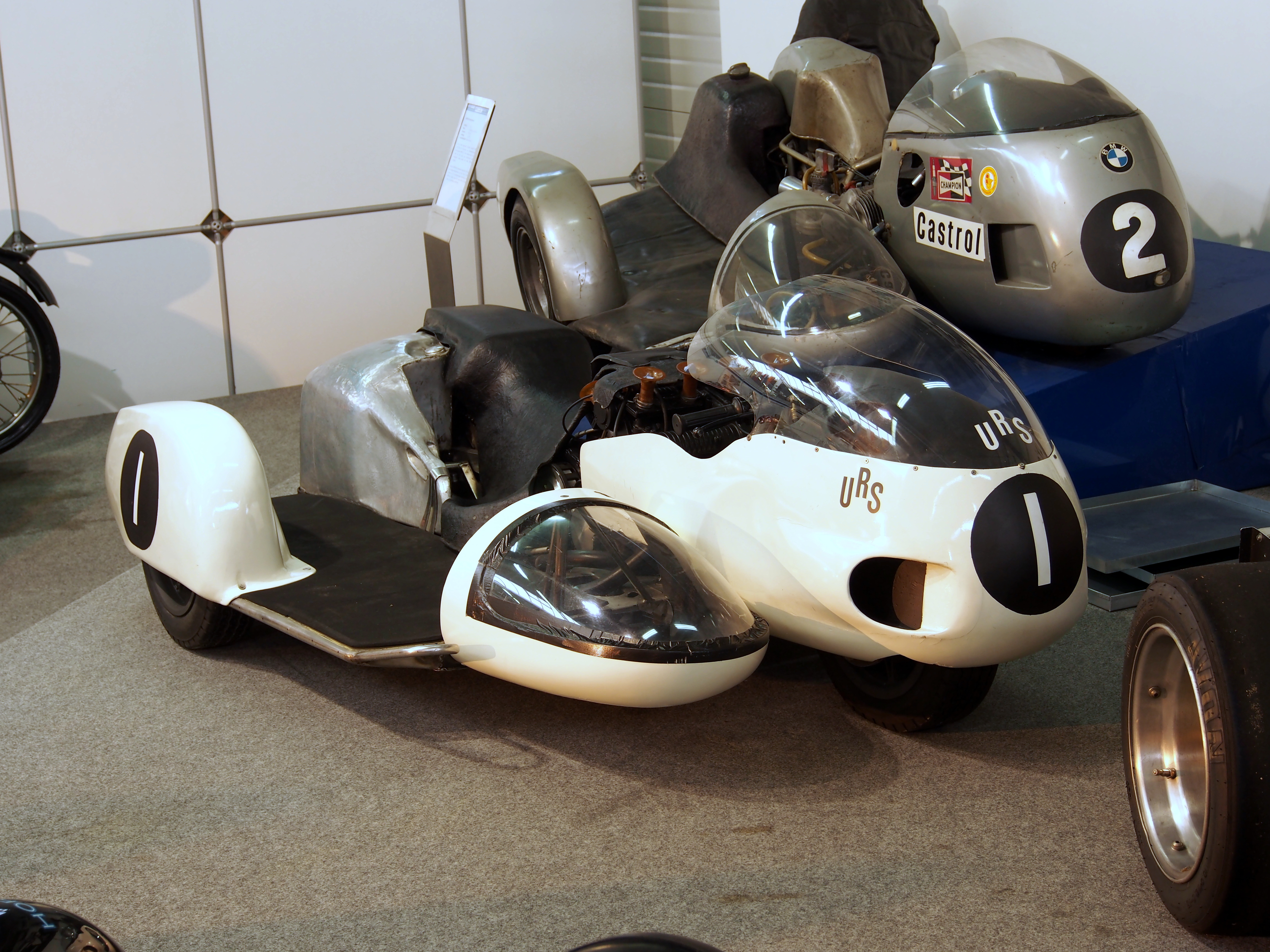
De zelf ontwikkelde URS-viercilinder van Helmut Fath was het hele seizoen snel, maar nog niet betrouwbaar. De machine haalde geen enkel WK-punt, mede omdat Fath zijn seizoen moest afbreken door een longontsteking.

Georg Auerbacher en Eduard Dein wonnen de zijspanrace in Spanje vóór Klaus Enders/Ralf Engelhardt en Siegfried Schauzu/Horst Schneider. De Spanjaarden hadden de zijspanklasse op verzoek van de FIM aan het programma toegevoegd, maar erg veel animo was er niet. Er waren slechts vijf geklasseerden aan de finish. Helmut Fath was met zijn zelfbouw URS viercilinder na een paar ronden uitgevallen.
GP van Duitsland, Hockenheimring
In Duitsland gingen Helmut Fath en zijn zwager Wolfgang Kalauch lang aan de leiding, maar opnieuw begaf hun versnellingsbak het. Daardoor wonnen Enders/Engelhardt met de BMW. Auerbacher/Dein werden tweede en Tony Wakefield/Graham Milton derde.
GP van Frankrijk, Clermont-Ferrand
In Frankrijk ging de URS van Helmuth Fath weer stuk kort voor het einde van de race, terwijl hij op kop lag. Enders/Engelhardt vochten aanvankelijk om de leiding met Auerbacher/Dein, maar toen begon het voorwiel van Auerbacher kuren te vertonen. Het slingerde steeds harder waardoor hij terugviel. Intussen was Fath na een slechte start aan het oprukken en in de 7e ronde nam hij de leiding over. Toen een zuiger van zijn URS het begaf viel hij echter uit. Enders/Engelhardt wonnen daardoor alsnog, vóór Schauzu/Schneider en Wakefield/Milton.
Isle of Man TT, Mountain Course
De start van de Sidecar TT op Man om 11.00 uur op maandag 12 juni vormde de opening van de feestelijke Diamond Jubilee TT. Hoe populair de zijspanklasse was bleek wel uit het startveld dat uit 79 combinaties bestond. Het weer was in tegenstelling tot het jaar ervoor uitstekend. Enders/Engelhardt reden een zeer snelle openingsronde, ondanks de staande start nauwelijks langzamer dan hun volgende ronden. Auerbacher/Dein volgden op korte afstand evenals Schauzu/Schneider die na 1 ronde slechts 1 seconde voorsprong hadden op Fath/Kalauch. Die vielen echter weer met pech uit: in de tweede ronde stopte de URS viercilinder ermee op 16 km na start/finish, dus tussen Ballacraine en Glen Helen. Zowel Schauzu als Auerbacher passeerden Enders in de tweede ronde. In de derde ronde liep de BMW van Auerbacher bij Ballacraine vast. Schauzu reed mooie constante rondetijden maar verloor desondanks bij Governor's Bridge, 400 meter voor de finish, zijn passagier Horst Schneider. Toch wisten de twee nog 18,6 seconden vóór Enders/Engelhardt te finishen. Colin Seeley en Ray Lindsay werden derde.
Dutch TT, Assen
In Assen startten slechts 14 zijspannen. Helmut Fath had met zijn viercilinder weer een snelle trainingstijd gezet, waardoor hij op de eerste startrij stond, maar hij had in de trainingen zijn tijd voornamelijk gebruikt om de sleutelen. Bij de start waren Auerbacher en Dein als snelste weg, gevolgd door Johann Attenberger en Josef Schillinger. Attenberger had zijn BMW moeten aanpassen om met een verstijfd been toch te kunnen schakelen. Na de eerste ronde was Fath al opgeklommen tot de tweede plaats en een halve ronde later lag hij al op kop. Na de tweede ronde leek Fath al onbereikbaar voor de concurrentie. In de derde ronde viel Auerbacher uit en kon de combinatie Enders/Engelhardt de tweede plaats pakken. In de vierde ronde had Fath een flinke voorsprong opgebouwd, maar toen moest hij de pit in rijden wegens een flinke olielekkage. Enders kon zo opnieuw winnen, vóór Schauzu/Schneider en Pip Harris/John Thornton.
GP van België, Spa-Francorchamps
Enders/Engelhardt waren dicht bij de wereldtitel, maar tijdens de trainingen in België moesten ze eerst nog naar Frankfurt reizen om een klep op te halen ter vervanging van een krom exemplaar. Tijdens de race ging echter alles goed, ze leidden van start tot finish. Auerbacher/Dein werden tweede en Schauzu/Schneider derde. Daarmee waren Enders en Engelhardt al in hun tweede jaar wereldkampioen geworden. Helmuth Fath had na Assen twee maanden rust voorgeschreven gekregen wegens een zware longontsteking, maar zijn zwager en bakkenist Wolfgang Kalauch meldde in Francorchamps al dat het herstel voorspoedig verliep. Voor de race in Imatra had Fath zich wel ingeschreven, maar hij kwam toch niet aan de start. Hij was inmiddels wel naar Brands Hatch geweest om de proeven van Colin Seeley te bekijken. Seeley had de 500cc-URS-viercilindermotor in een eigen frame gebouwd en testte daar met coureur John Blanchard.
GP van Finland, Imatra
Net als de meeste races in Imatra reden ook de zijspannen in de stromende regen, maar nu was de organisatie in elk geval verstandig genoeg om de race in te korten van 20 naar 17 ronden. Auerbacher/Dein namen aanvankelijk de leiding, gevolgd door Schauzu/Schneider. Enders/Engelhardt lagen toen nog ergens in het middenveld. In de tweede ronde viel Schauzu uit door een gebroken zuiger. Enders had aansluiting gevonden bij Auerbacher en passeerde hem. Ook Attenberger/Schillinger gingen voorbij Auerbacher, die een natte bougie had maar zich toch nog op de derde plaats wist te handhaven.
Nations GP, Monza
In de laatste zijspanrace van het seizoen (Monza) vielen Enders/Engelhardt uit. Auerbacher leidde van start tot finish, aanvankelijk gevolgd door Schauzu. Die moest echter door ontstekingsproblemen zijn tweede plaats afstaan aan Heinz Luthringhauser/Geoff Hughes en werd uiteindelijk slechts zesde. De derde plaats was voor Otto Kölle en Rolf Schmid.

### Uitslagen zijspanklasse
|   | Datum       | Race             | Circuit           | 1e                                  | 2e                                     | 3e                                  | Snelste ronde                    |
| - | ----------- | ---------------- | ----------------- | ----------------------------------- | -------------------------------------- | ----------------------------------- | -------------------------------- |
| 1 | 30 april    | GP van Spanje    | Montjuïc          | Georg Auerbacher / Eduard Dein      | Klaus Enders / Ralf Engelhardt         | Siegfried Schauzu / Horst Schneider | Georg Auerbacher / Eduard Dein   |
| 2 | 7 mei       | GP van Duitsland | Hockenheim        | Klaus Enders / Ralf Engelhardt      | Georg Auerbacher / Eduard Dein         | Tony Wakefield / Graham Milton      | Klaus Enders / Ralf Engelhardt   |
| 3 | 21 mei      | GP van Frankrijk | Clermont-Ferrand  | Klaus Enders / Ralf Engelhardt      | Siegfried Schauzu / Horst Schneider    | Tony Wakefield / Graham Milton      | Helmut Fath / Wolfgang Kalauch   |
| 4 | 12 juni     | Isle of Man TT   | Mountain Course   | Siegfried Schauzu / Horst Schneider | Klaus Enders / Ralf Engelhardt         | Colin Seeley / Ray Lindsay          | Georg Auerbacher / Eduard Dein   |
| 5 | 24 juni     | TT van Assen     | Assen             | Klaus Enders / Ralf Engelhardt      | Siegfried Schauzu / Horst Schneider    | Pip Harris / John Thornton          | Klaus Enders / Ralf Engelhardt   |
| 6 | 2 juli      | GP van België    | Spa-Francorchamps | Klaus Enders / Ralf Engelhardt      | Georg Auerbacher / Eduard Dein         | Siegfried Schauzu / Horst Schneider | Klaus Enders / Ralf Engelhardt   |
| 7 | 6 augustus  | GP van Finland   | Imatra            | Klaus Enders / Ralf Engelhardt      | Johann Attenberger / Josef Schillinger | Georg Auerbacher / Eduard Dein      | Klaus Enders / Ralf Engelhardt   |
| 8 | 3 september | GP des Nations   | Monza             | Georg Auerbacher / Billie Nelson    | Heinz Luthringshauser / Geoff Hughes   | Otto Kölle / Rolf Schmid            | Georg Auerbacher / Billie Nelson |

### Eindstand zijspanklasse
| Pos. | Coureur               | Bakkenist                                | Motorfiets | Ptn.    |
| ---- | --------------------- | ---------------------------------------- | ---------- | ------- |
| 1    | Klaus Enders          | Ralf Engelhardt                          | BMW        | 40 (52) |
| 2    | Georg Auerbacher      | Eduard Dein en Billie Nelson             | BMW        | 32 (35) |
| 3    | Siegfried Schauzu     | Horst Schneider                          | BMW        | 28 (32) |
| 4    | Tony Wakefield        | Graham Milton                            | BMW        | 11      |
| 5    | Johann Attenberger    | Josef Schillinger                        | BMW        | 10      |
| 6    | Heinz Luthringshauser | Hermann Hahn en Geoff Hughes             | BMW        | 10      |
| 7    | Pip Harris            | John Thornton                            | BMW        | 10      |
| 8    | Otto Kölle            | Rolf Schmid                              | BMW        | 7       |
| 9    | Barry Dungsworth      | Ron Wilson en Neil Caddow                | BMW        | 4       |
| 9    | Arsenius Butscher     | Armgard Neumann                          | BMW        | 4       |
| 9    | Colin Seeley          | Ray Lindsay                              | BMW        | 4       |
| 12   | Hans Hänni            | Kurt Barfuss                             | BMW        | 3       |
| 12   | Joseph Duhem          | François Fernandez en Christian Maingret | BMW        | 3       |
| 14   | Harald Wohlfahrt      | Heiner Vester                            | BMW        | 2       |
| 14   | Bertil Persson        | Berndt Äström                            | BMW        | 2       |
| 16   | Terry Vinicombe       | John Flaxman                             | BSA        | 1       |
| 16   | Ruben Bjarnemark      | Lennart Rägmo                            | BMW        | 1       |

(Punten tussen haakjes zijn inclusief streepresultaten)

### Constructeurstitel zijspanklasse
| 1 | BMW | 40 (64) |
| 2 | BSA | 1       |

(Punten tussen haakjes zijn inclusief streepresultaten)